# Fleischmarkt
Der Fleischmarkt ist eine Straße im 1. Wiener Gemeindebezirk, der Inneren Stadt. Der Name ist seit 1220 nachweisbar und bezieht sich auf die hier ansässigen Fleischhauer.

## Geschichte
Der Straßenzug, der römisches und frühmittelalterliches Siedlungsgebiet berührt, und zu den ältesten im babenbergischen Stadterweiterungsgebiet zählt, ist seit 1220 als carnifices Viennensis belegt. Hier befand sich der älteste bekannte Marktplatz für Fleisch und der Sitz zahlreicher Fleischhauer, u. a. auch deren Innungshaus. Nachdem 1256 der Markt auf den Lichtensteg verlegt worden war, hieß die Straße zeitweise auch Alter Fleischmarkt; bis ins 15. Jahrhundert blieben aber die Fleischhauer hier weiter ansässig. Zum Fleischmarkt zählte man im Mittelalter auch seine kurzen Seitengassen, wie die Drachengasse, die Wolfengasse, die Griechengasse, den Laurenzersteig und einen Teil der Postgasse. In den zwischen den Fleischbänken gelegenen Speisehäusern (Koderien) verkehrten zeitweise aufrührerische Elemente, die hier ihre Treffpunkte hatten (etwa um 1450). 

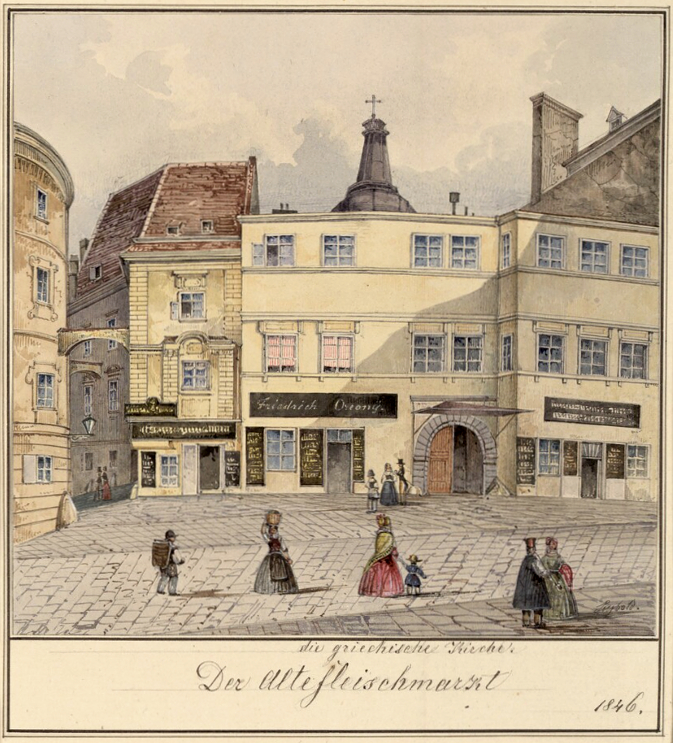
Fleischmarkt um 1846

Der Charakter der Straße veränderte sich allmählich mit der Errichtung der in der Nähe befindlichen Alten Universität, wodurch sich Studenten und sogenannte „gelehrte Gewerbe“ ansiedelten. Während der Zweiten Wiener Türkenbelagerung litt die Straße sehr durch den türkischen Beschuss von der Leopoldstadt her. Danach wurde hier der Holzmarkt abgehalten, der 1742 in die Rossau verlegt wurde. Der Fleischmarkt liegt in der Nähe des alten Donauhafens, wodurch es im 18. Jahrhundert zum Zuzug zahlreicher Griechen kam, die den Handel mit dem Balkan und dem Levanteraum beherrschten. Sie siedelten sich hier an und es bildete sich das sogenannte Griechenviertel um den zentralen Bereich des Fleischmarkts.
Während der Revolution 1848 wurde der Fleischmarkt in Barrikadenstraße umbenannt. 1862 heißt die Straße ohne Seitengassen amtlich Fleischmarkt und erstreckte sich von der Rotenturmstraße bis zur Postgasse. Knapp vor 1897 und um 1910 griff man jedoch in die historische Bausubstanz westlich der Rotenturmstraße ein und verlängerte den Fleischmarkt bis zur Fleischmarktstiege, die zur Judengasse hinaufführte (heute Jerusalemstiege und Desider-Friedmann-Platz). Seit 1911 beginnt der Fleischmarkt somit an dieser Stiege.

## Lage und Charakteristik
Der Fleischmarkt beginnt an der Jerusalemstiege, die diesen mit dem höher gelegenen Desider-Friedmann-Platz verbindet. Er verläuft in südöstlicher Richtung zur Rotenturmstraße und weiter etwas gekrümmt bis zur Postgasse. Im zentralen Bereich bei der Einmündung der Griechengasse erweitert er sich dreieckig, davor engt sich der Straßenverlauf ein. Hier liegen Gebäude mit bis ins Mittelalter zurückreichender Bausubstanz sowie das sogenannte Griechenviertel mit der markanten Griechenkirche zur Heiligen Dreifaltigkeit und dem Griechenbeisl.
Über den Fleischmarkt verkehren keine öffentlichen Verkehrsmittel. Der gesamte Straßenverlauf wird als Einbahnstraße geführt, aber nicht in einer Richtung, sondern zwischen Rotenturmstraße und Bauernmarkt in westliche Richtung, zwischen Rotenturmstraße und Laurenzerberg in östliche Richtung und zwischen Postgasse und Laurenzerberg wieder in westliche Richtung. Dadurch wird ein Durchzugsverkehr unterbunden.

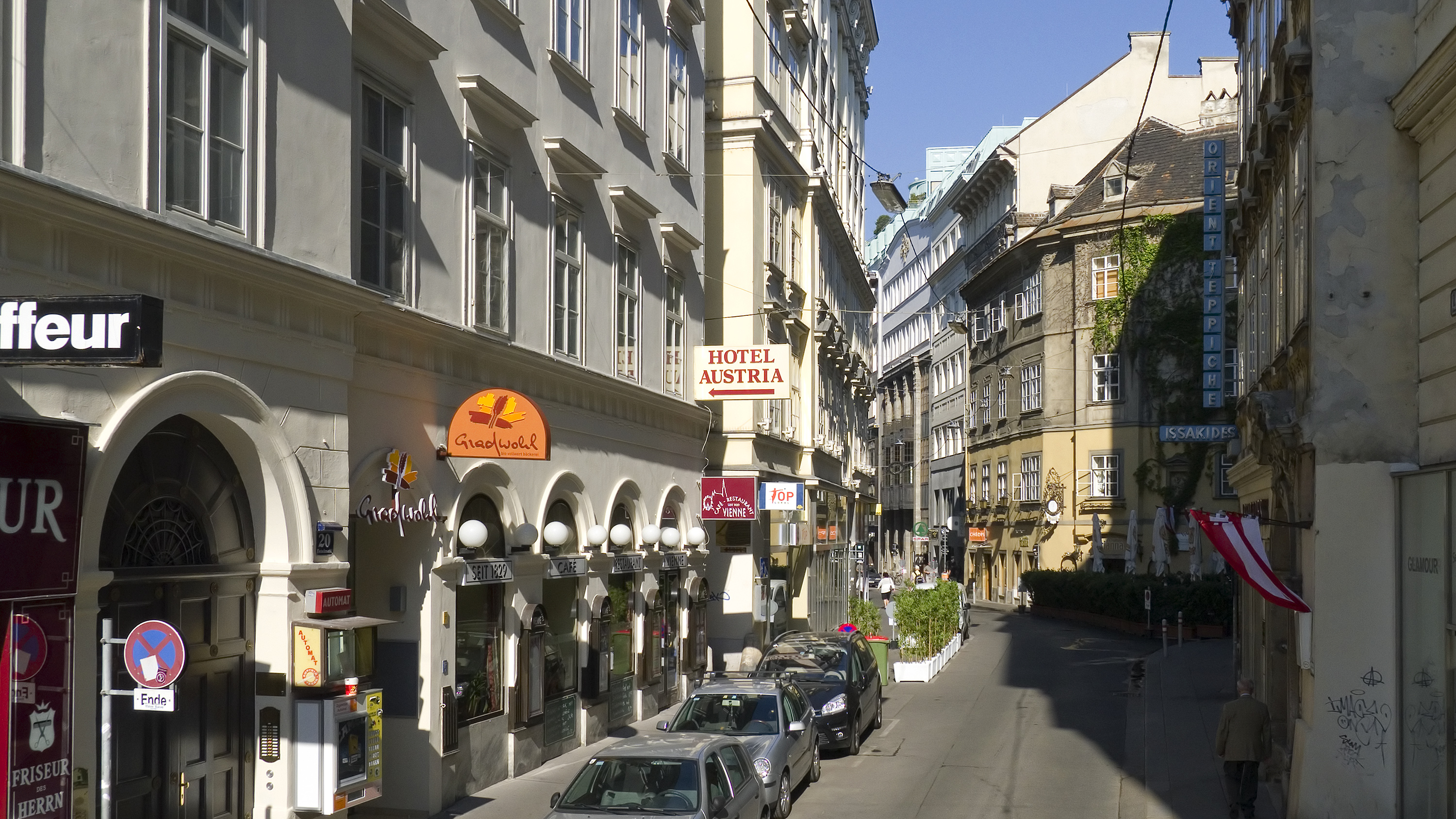
Mittlerer Bereich des Fleischmarktes in Richtung Nordwesten

Während der Fleischmarkt um die Griechenkirche herum einen malerischen, altwienerischen Charakter besitzt, besteht die übrige Verbauung großteils aus historistischen Wohnbauten. Zudem liegt an der Rotenturmstraße ein secessionistisches Geschäftshaus sowie an der Postgasse das bis ins 17. Jahrhundert zurückgehende ehemalige Frauenkloster St. Laurenz. Der Fleischmarkt wird von zahlreichen Fußgängern aufgesucht. Die Straße ist nicht nur für Touristen interessant, hier liegen zahlreiche Lokale und Geschäfte sowie ein Kino und in unmittelbarer Nähe einige kleine Theater (Wiener Kammerspiele, Wiener Kammeroper, Theater Drachengasse). Außerdem haben die Griechisch-Orthodoxe Kirche und die Österreichische Buddhistische Religionsgesellschaft hier ihre Sitze und sakralen Gebäude. Ein großes Presse- und Druckereizentrum ebenso wie das Hauptpostamt bestehen heute nicht mehr.
Der Großteil der Gebäude am Fleischmarkt steht unter Denkmalschutz.

## Gebäude

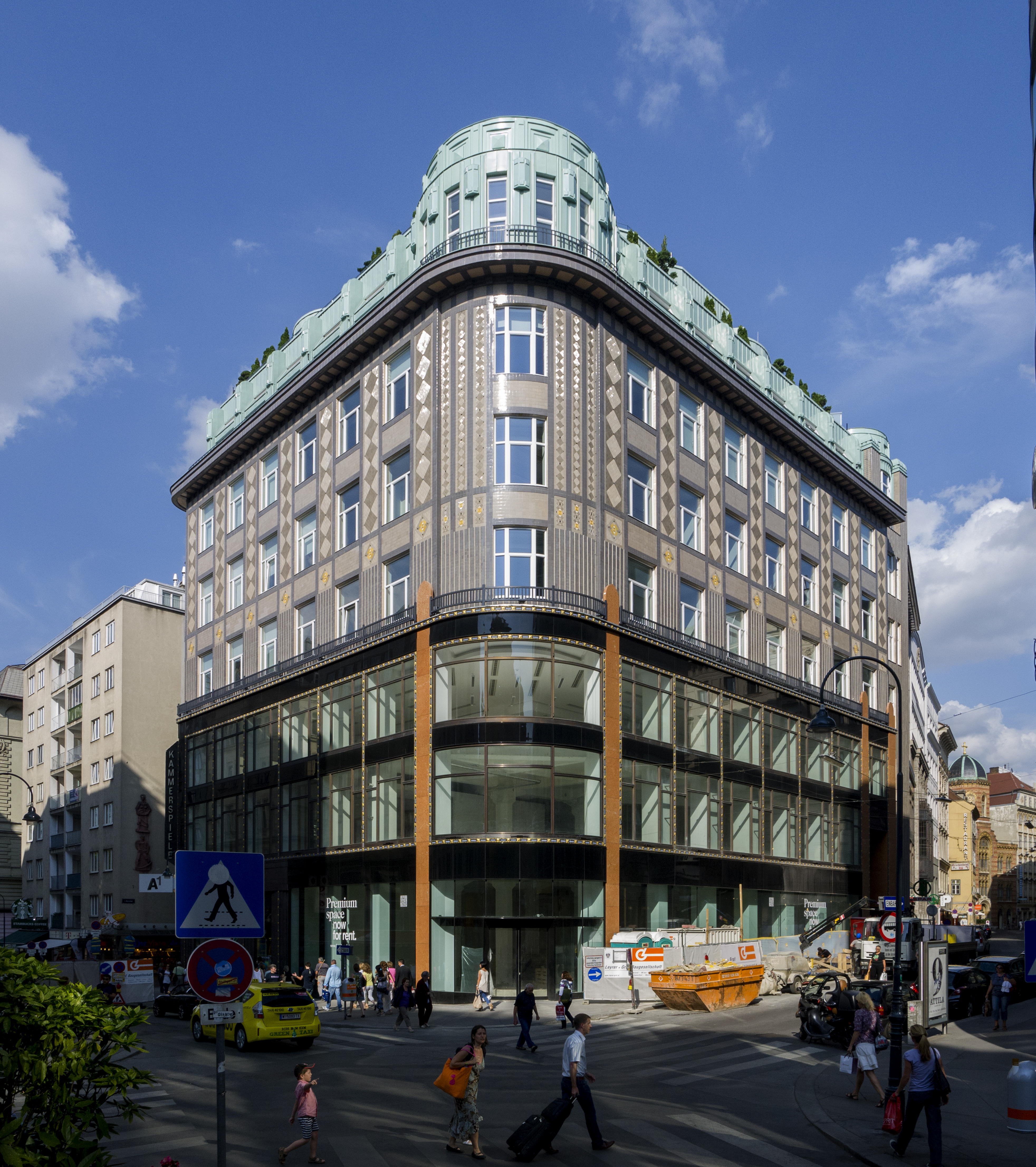
Orendihof, Fleischmarkt 1

### Nr. 1: Residenzpalast, ehemaliges Druckereizentrum Orendihof
An der Stelle des heutigen Gebäudes befand sich das Eckhaus Am Steig, in dem ab dem Ende des 15. Jahrhunderts das Einkehrgasthaus Zum goldenen Hirschen untergebracht war, mit dem Kopf eines Hirschen zwischen erstem und zweitem Stock als Hauszeichen. Anfang des 16. Jahrhunderts wohnte hier der Verfasser des Wiener Heiligtumbuchs Matthäus Heuperger. An einen weiteren Bewohner, den aus Krakau stammenden Steinmetzen Paul Kölbl, knüpft sich die Tradition, dass der mit diesem bekannte Dr. Faust hier zu Gast gewesen sein soll. Eine Zeitlang befand sich in dem Haus eine alte Fechtschule der Wiener Handwerker. Im 18. Jahrhundert wird ein Tanzsaal erwähnt. 1797 wurde die Familie Karajan Eigentümer des Hauses, das 1829 mit dem danebenliegenden Gebäude zusammengebaut wurde. Dadurch endete auch der Gasthausbetrieb. Die Familie Karajan beherbergte in dem Gebäude ab 1799 die Musikalisch-Typographische Verlagsgesellschaft Johann Mecke und die Werkstätte des Geigen- und Lautenmachers Andreas Kamlosi. Der Germanist Theodor von Karajan wohnte selbst hier. Eine Zeit lang befand sich hier auch das Teppichhaus C. Genersich & Orendi, nach dem sich auch der Name Orendihof eingebürgert hat.

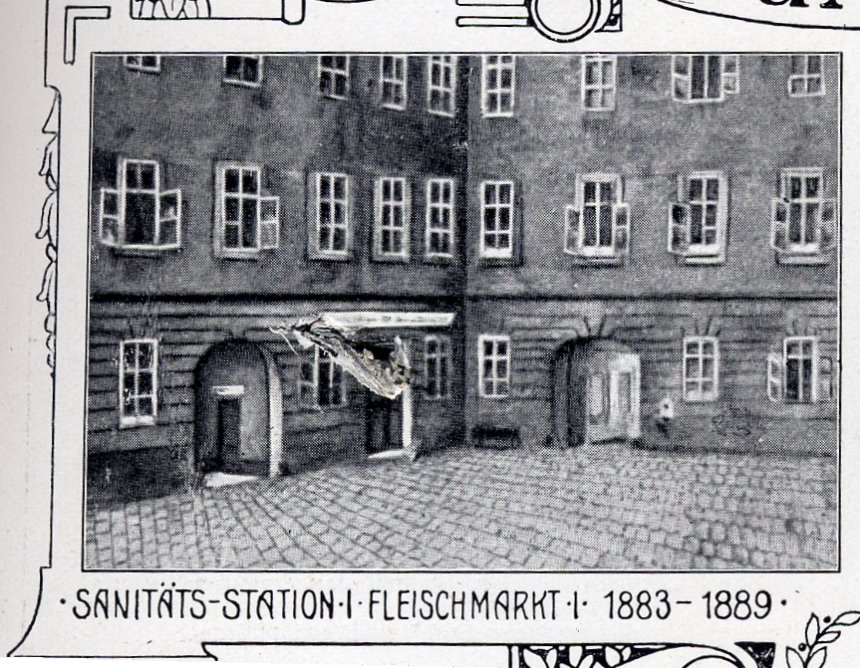
Ehemalige Sanitätsstation Fleischmarkt

Das Geschäftshaus Ecke Rotenturmstraße / Fleischmarkt wurde 1909–1910 von Arthur Baron als Residenzpalast für die Verlagsgesellschaft Steyrermühl im spätsecessionistischen Stil errichtet. Um die schweren Druckmaschinen tragen zu können, wurde Stahlbeton verwendet. 1913 wurde es mit den benachbarten Gebäuden Fleischmarkt 3 und 5 zu einem großen Druckereizentrum zusammengefasst. Hier, im Steyrerhof, wurde das Neue Wiener Tagblatt herausgegeben. Zwischen 1938 und 1945 ging die Druckerei in den Besitz des Ostmärkischen Zeitungsverlags über, 1945 bis 1955 wurde sie von der KPÖ gepachtet, die hier den Globus-Verlag und mehrere Zeitschriften (Volksstimme) führte. An der Ecke befand sich die parteieigene Zentralbuchhandlung. 1955 wurde das Druckzentrum an die Steyrermühl restituiert. 1985 erfolgte ein zweigeschoßiger Dachausbau und 1987–1989 ein Gesamtumbau durch Harry Glück für die BAWAG.
Die Fassade folgt der Biegung des Fleischmarktes und ist hier durch einen zwischengeschalteten Turm unterbrochen, der Foyers, Treppe und Lift beherbergt. Die Ecke zur Rotenturmstraße ist abgerundet und wird mit einem kuppeligen Aufsatz von 1987 bekrönt, der ursprünglich zylinderförmig war. Die Sockelzone ist durch eine vorgehängte Metallrahmenkonstruktion verkleidet, die obere Zone ist durch farbige, geometrisch ornamentierte Fliesen gekennzeichnet. Im Inneren besitzt der Treppenturm secessionistische Geländer und Liftgitter. Der Fliesenbelag und die Plattenverkleidung wurden 1987 ebenso verändert wie an der Schauseite außen. An der Rückseite zum Steyrerhof liegt der Eingang zum Theater der Wiener Kammerspiele, die sich im Keller des Gebäudes befinden. 
Gedenktafeln erinnern an den 1863 im Vorgängergebäude geborenen Staatsoperndirektor Franz Schalk und die Wiener Freiwillige Rettungsgesellschaft, die 1883 im Vorgängergebäude ihre erste Sanitätsstation eingerichtet hat. Der Text der Tafel lautet:
Das Gebäude steht unter Denkmalschutz.

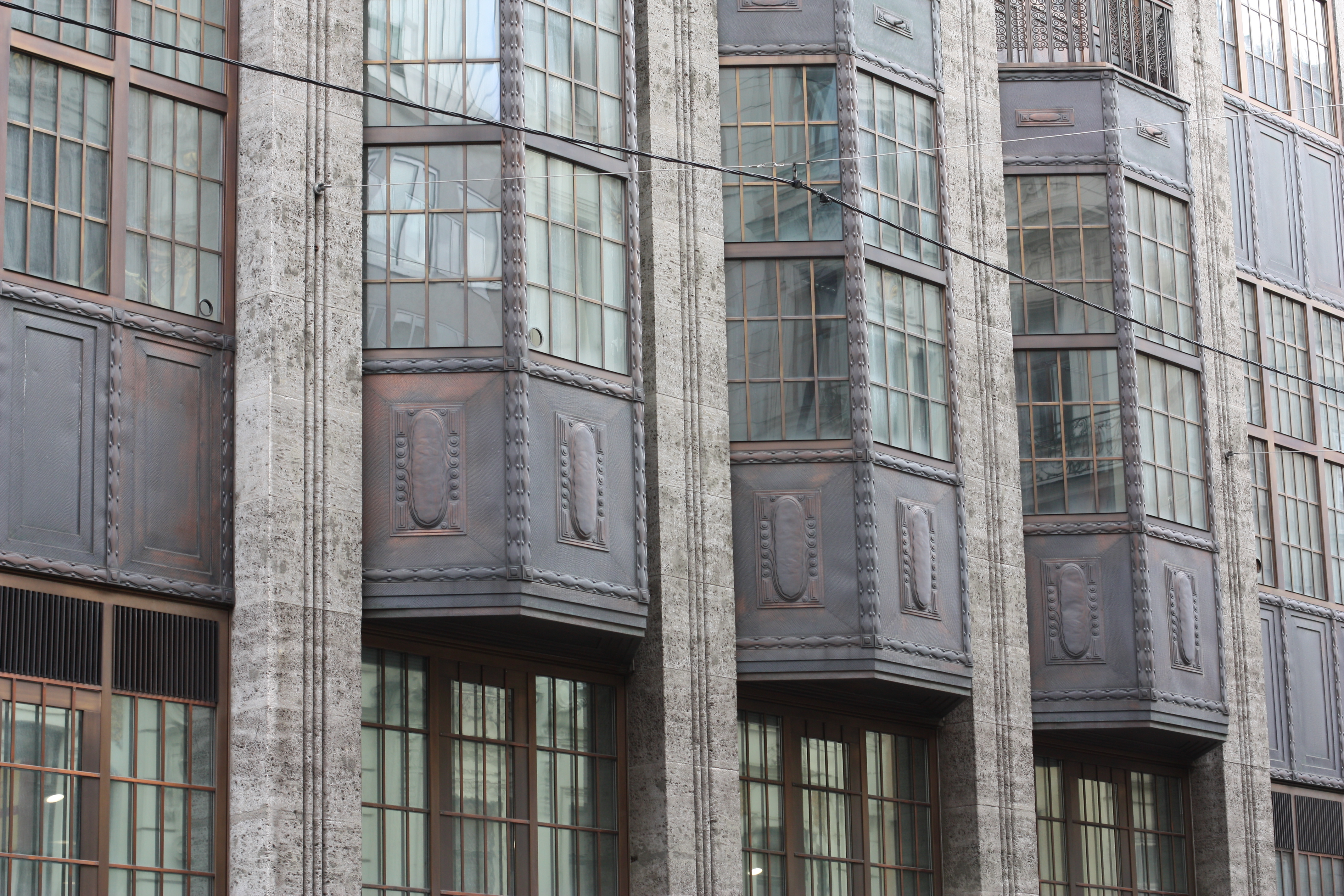
Fassade Fleischmarkt 3

### Nr. 3: Wohn- und Geschäftshaus
1910 erbaute Arthur Baron neben dem Orendihof dieses bemerkenswerte Jugendstilgebäude, das 1913 mit diesem zu einem Druckereizentrum zusammengefasst wurde. Die Fassade zeigt vier hohe ornamentierte Stahlbetonpfeiler, zwischen denen drei eingehängte Metall-Glas-Konstruktionen risalitartig hervortreten. Über der dreigeschoßigen Glasfassade erhebt sich eine zweigeschoßige Putzfassade mit rhythmisierter Fensteraufteilung und einem Wappenrelief, die mit einem niedrigen, abgetreppten Rundgiebel abgeschlossen wird.
Das Gebäude steht unter Denkmalschutz.

### Nr. 4: Eckhaus
Das sechsgeschoßige Haus Ecke Bauernmarkt / Fleischmarkt mit markantem Eckerker wurde 1910 von Anton Hein im späthistoristischen Stil errichtet. Es liegt an der Hauptadresse Bauernmarkt 21.

### Nr. 5: Wohn- und Geschäftshaus
An dieser Stelle befand sich das Bierhaus Zum brauen Hirschen, in dem auch Ludwig van Beethoven verkehrte. Das derzeitige Gebäude errichtete 1902 Julius Mayreder. Es wurde 1913 von Arthur Baron umgebaut, um es in den Druckereikomplex mit den Häusern Fleischmarkt 1 und 3 einbeziehen zu können. Die unteren zwei Geschoße wurden 1987–1989 von Harry Glück durch Platten verkleidet. Die übrige Putzfassade ist schlicht.

### Nr. 6: Wohn- und Geschäftshaus
Das an drei Seiten freistehende Gebäude zwischen Bauernmarkt, Fleischmarkt und Rotgasse wurde 1908 von Anton Hein im späthistoristischen Stil erbaut. Im Haus befindet sich das Kino CineCenter, das früher das Filmstudio der Belvedere-Film war. Eine Gedenktafel an der Seite des Bauernmarkts erinnert daran. Das Gebäude liegt an der Hauptadresse Bauernmarkt 24.

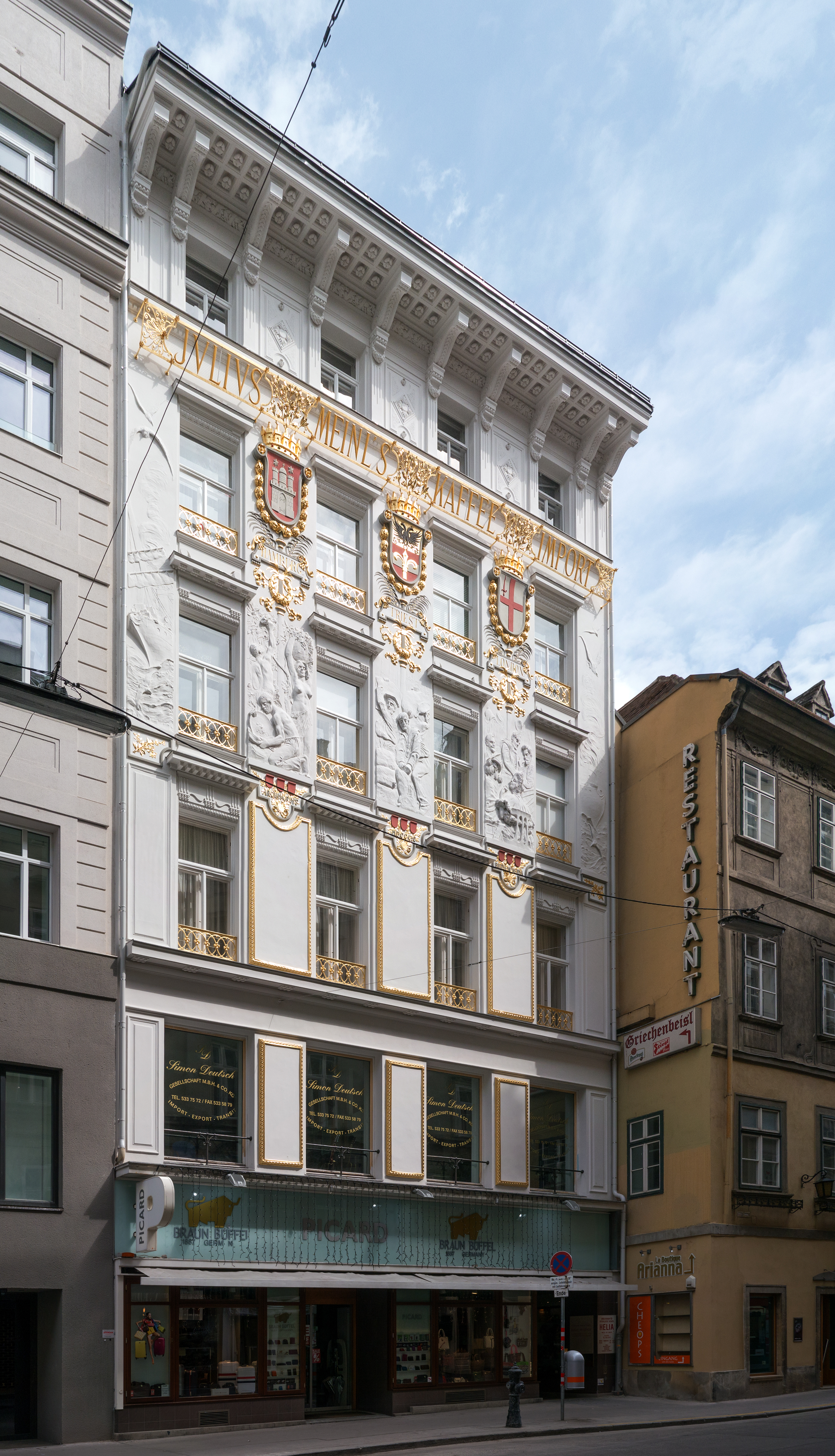
Handelshaus Julius Meinl, Fleischmarkt 7

### Nr. 7: Handelshaus Julius Meinl
1899 erbaute Max Kropf dieses Handelshaus für die Firma Julius Meinl im späthistoristischen Stil. 1862 hatte Julius Meinl I. ein Delikatessengeschäft eröffnet, in dem auch frisch gebrannter Kaffee verkauft wurde. Der neoklassizistische Dekor des Hauses nimmt auf den internationalen Kaffeehandel der Firma Meinl Bezug. Die Stuckreliefs schuf Wilhelm Hejda. Darüber befinden sich die Wappen der Städte Hamburg, Triest und London und auf einem verzierten Gitter die Inschrift Julius Meinl Kaffee Import. Auch die Fensterrahmungen und das kassettierte Kranzgesims zeigen neoklassizistischen Dekor. Am Eingang befindet sich eine Gedenktafel für den Filmregisseur Billy Wilder, der 1914 bis 1924 hier wohnte. Im Foyer sieht man über der späthistoristischen Verkachelung secessionistischen Stuckdekor sowie im Treppenhaus eingestellte toskanische Säulen.
Das Gebäude steht unter Denkmalschutz.

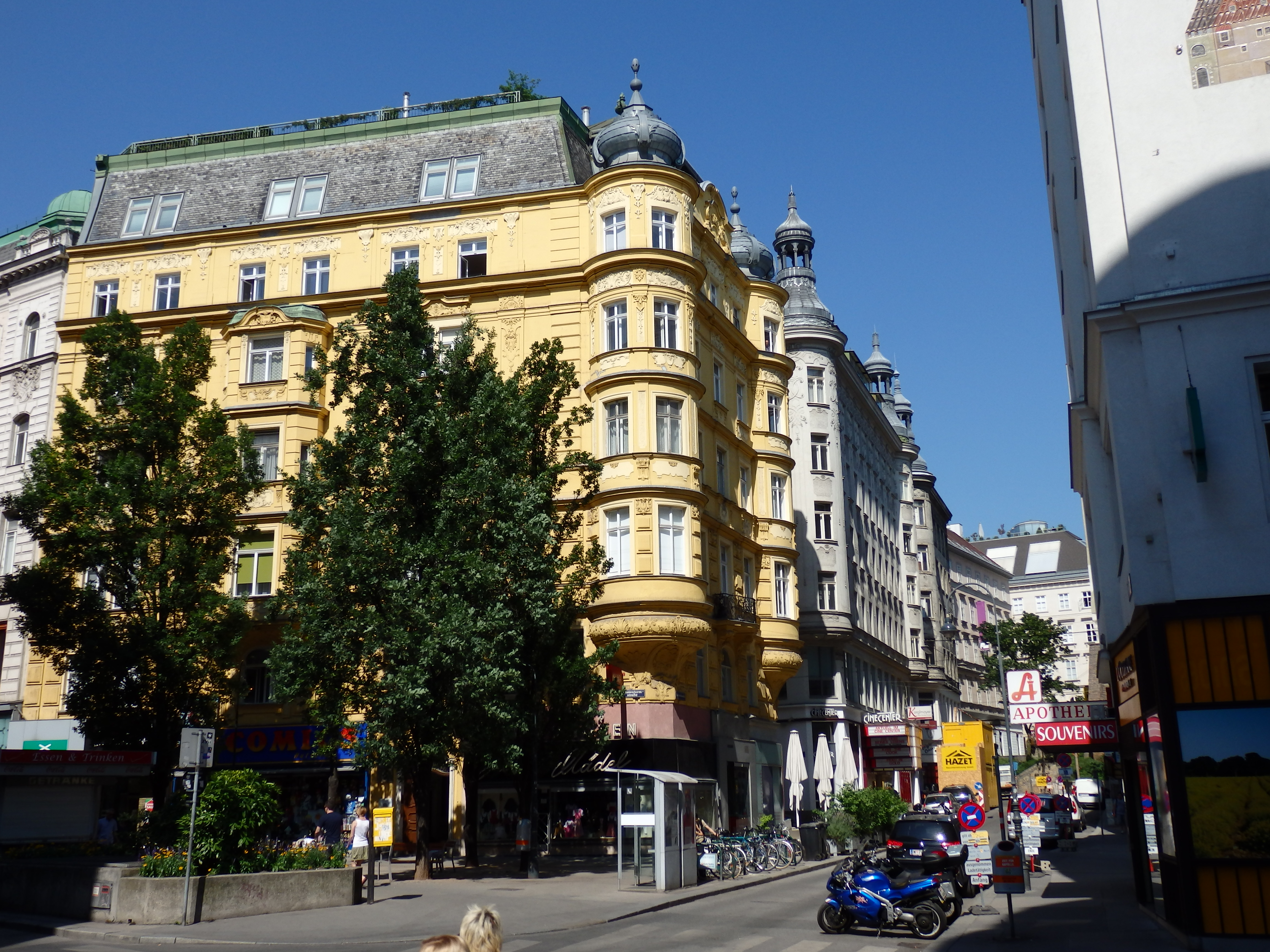
Fleischmarkt westlich der Rotenturmstraße mit dem Haus Nr. 8

### Nr. 8: Zu den 3 Raben
Das an drei Seiten freistehende Gebäude zwischen Rotgasse, Fleischmarkt und Rotenturmstraße wurde 1897 von Viktor Siedek errichtet. In dem historistischen Haus in neobarocken Formen wohnte Marie von Ebner-Eschenbach. Eine Gedenktafel erinnert an den griechischen Schriftsteller und Revolutionär Rigas Pheraios. Es steht unter Denkmalschutz und liegt an der Hauptadresse Rotenturmstraße 21.

### Nr. 9: Zur Mariahilf
Dieses an drei Seiten freistehende Haus an der Ecke Fleischmarkt / Griechengasse stammt im Kern aus dem Mittelalter. Es besitzt eine gekrümmte Fassade mit einem Renaissance-Erker, der ursprünglich gotisch war. In einer Ädikulanische befindet sich ein bemerkenswertes Mariahilfrelief, das später durch einen Goldhintergrund und aufgemalte griechische Buchstaben zu einer Ikone umgewidmet wurde, die in Beziehung zur gegenüberliegenden griechisch-orthodoxen Kirche steht. Mitte des 16. Jahrhunderts wurde das Haus durch einen Trakt zur Griechengasse hin erweitert und erhielt um 1700 eine neue Fassade mit neuen Fenstereinfassungen, ein stuckiertes Kranzgesims mit einem Fries mit Fruchtgirlanden darunter und einer Portalbekrönung mit Rankenornament. 1804 veränderte Karl Molner schließlich das Gebäude zu seinem jetzigen Aussehen. Ein Schwibbogen verbindet das Haus über die schmale Griechengasse hinweg, in der noch historische Prellsteine zu sehen sind, mit dem Haus Fleischmarkt 11; ein historisches Gebotsschild aus dem Jahr 1912 mahnt Fußgänger und Fuhrleute zu Vorsicht und Rücksichtnahme. Interessant sind auch die Dachgauben und Rauchfänge.
Im dreieckigen Hof befinden sich Arkaden und Fensterrahmungen aus der Renaissancezeit; die Pawlatschengänge und die Zweipfeilerstiege mit originalen Bodenplatten stammen vom Anfang des 19. Jahrhunderts. Die Stichkappentonnengewölbe und Kreuzgratgewölbe im Inneren des Erdgeschoßes und des ersten Stockes entstanden Mitte des 16. Jahrhunderts. Im zweigeschoßigen Keller findet sich noch quaderartiges Bruchsteinmauerwerk aus dem Spätmittelalter. Der Keller besitzt weiters Ziegeltonnengewölbe sowie ein steinernes Rundbogenportal im 1. Geschoß und ein steinernes Rechteckportal mit Steckgitter aus dem 17. Jahrhundert im 2. Geschoß.
Das Gebäude steht unter Denkmalschutz.

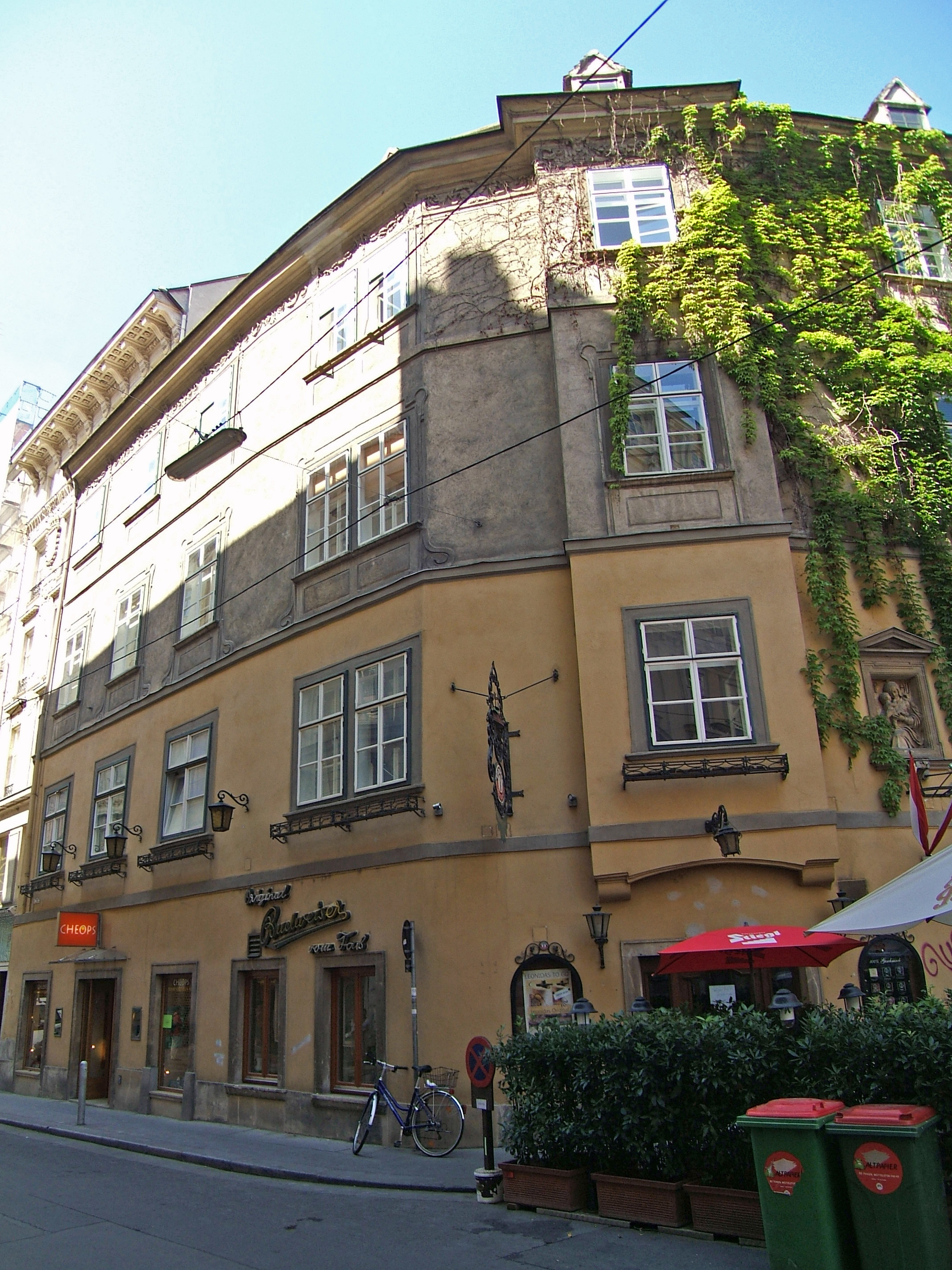
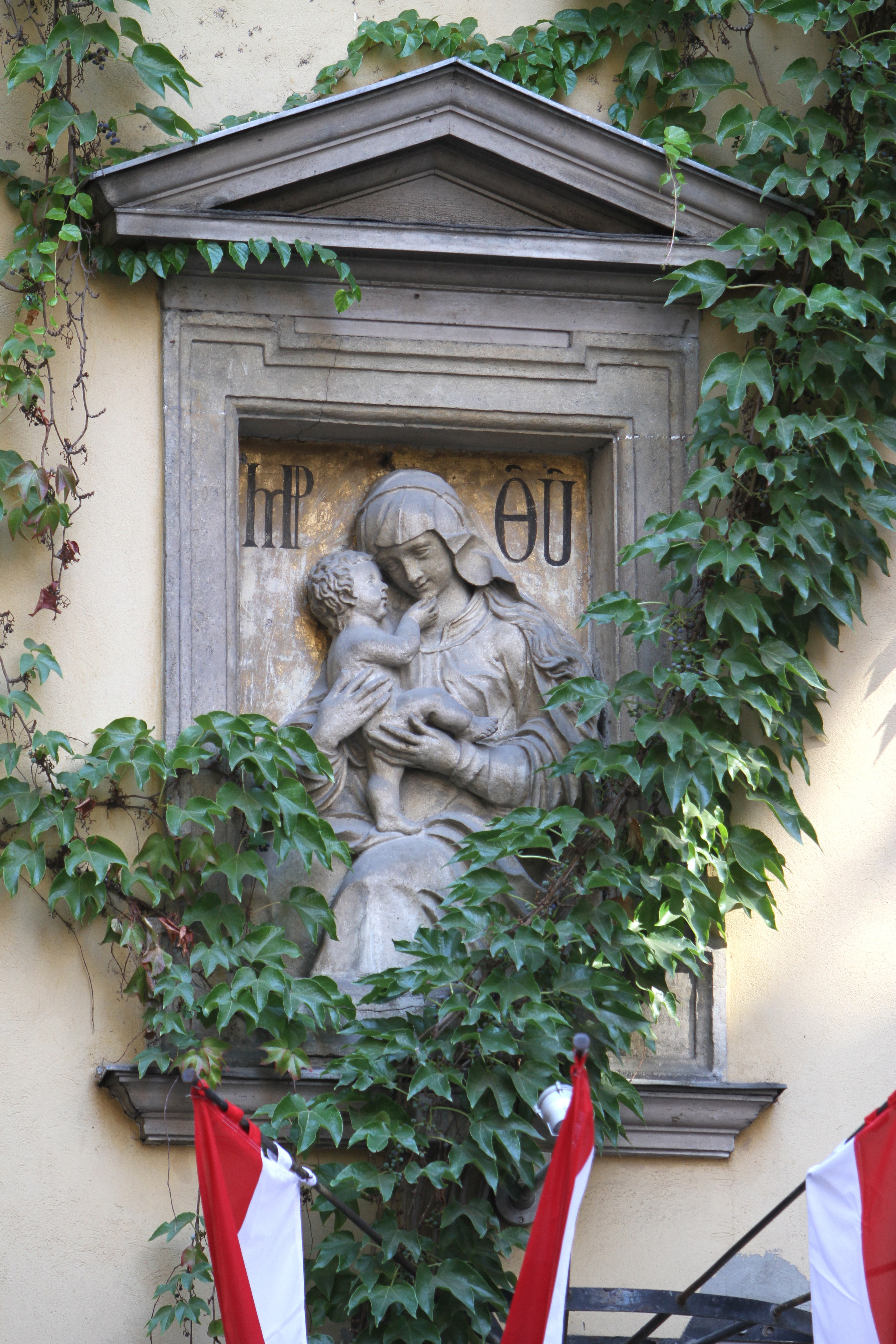
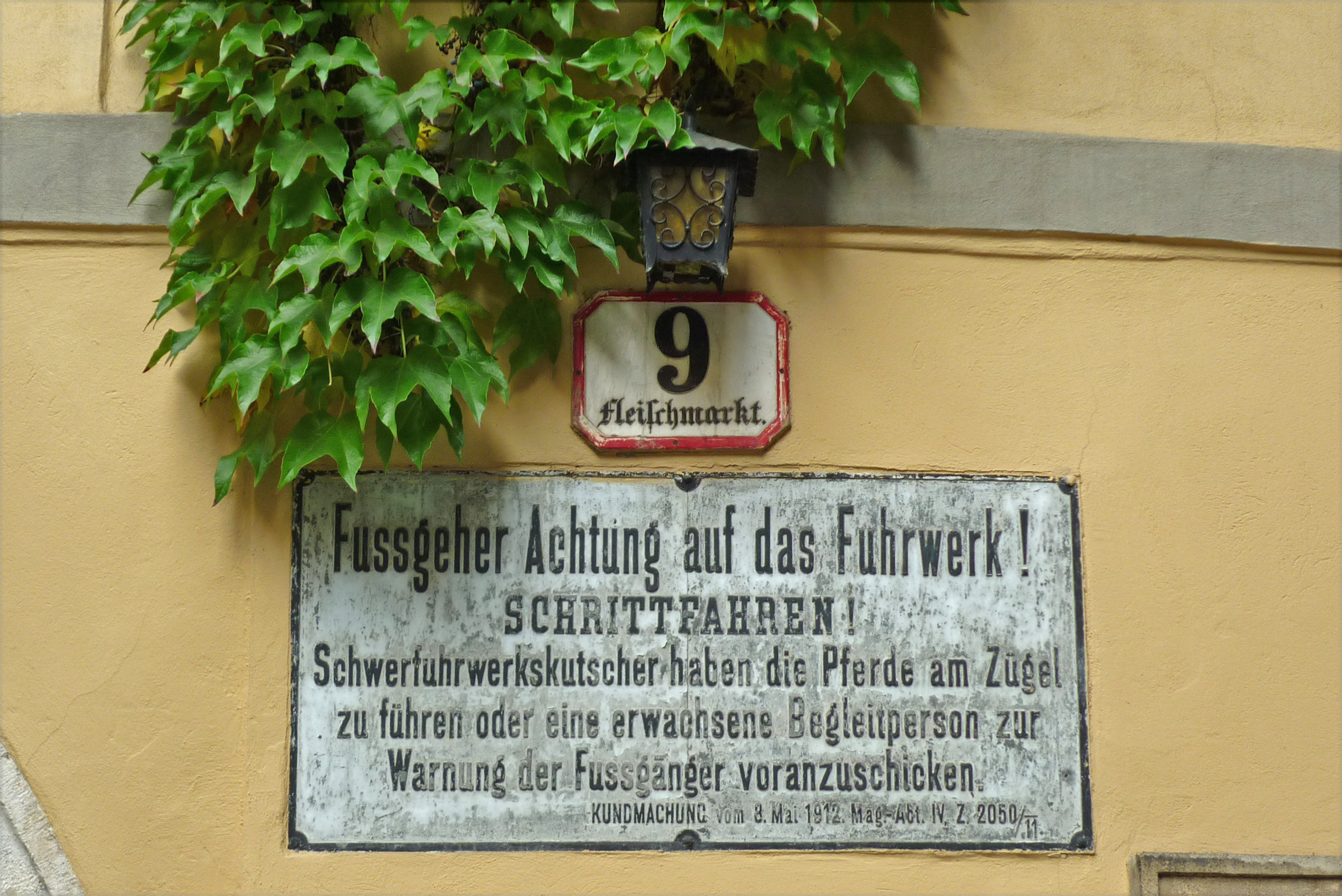
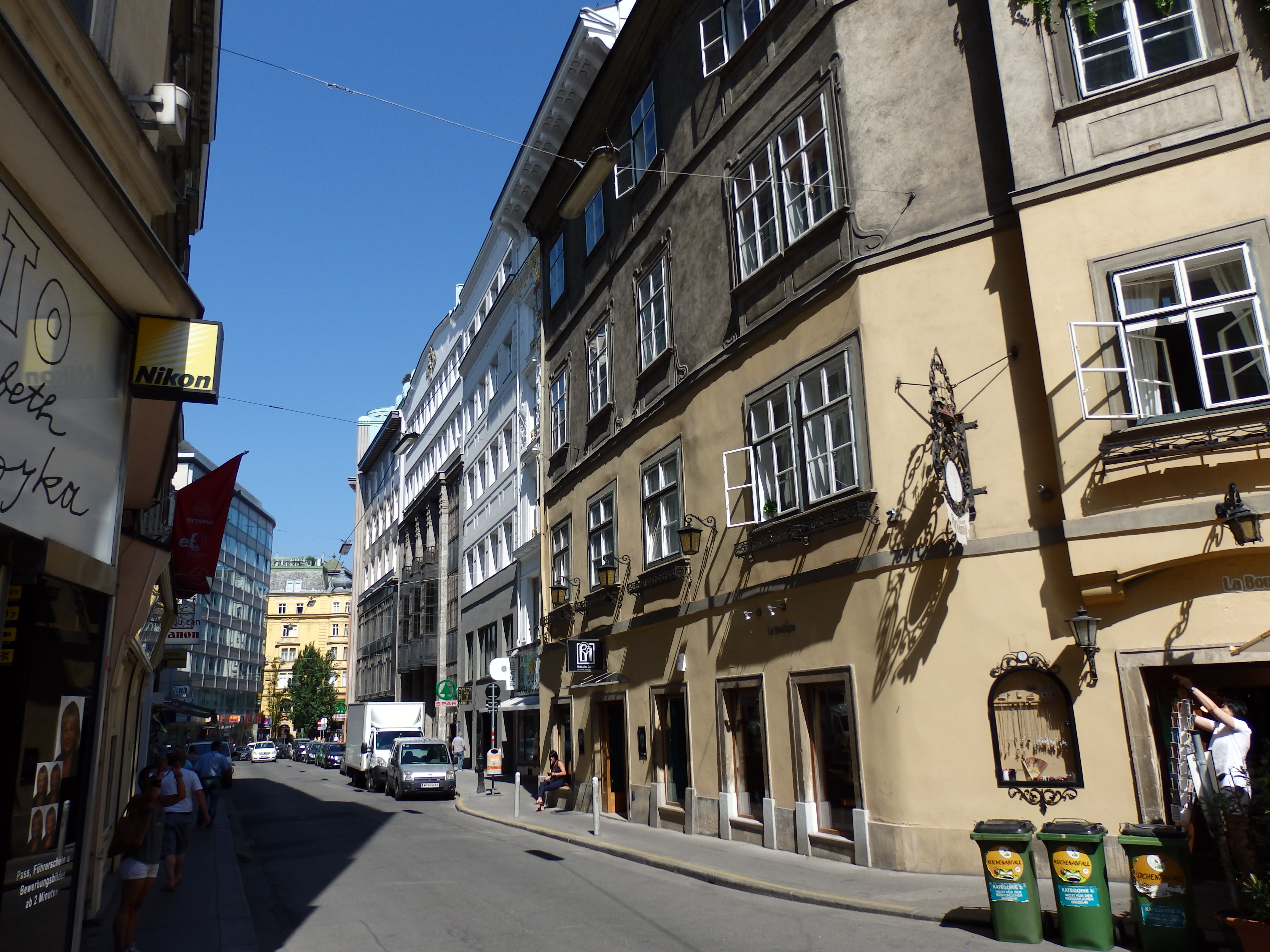

### Nr. 10: Geschäftshaus
Hier befand sich ursprünglich das Einkehrgasthaus Zum goldenen Wolf, später als Hotel Österreichischer Hof bekannt. Dieses Gebäude wurde 1945 zerstört. Das moderne Geschäfts- und Bürohaus mit abgerundeter Ecke Rotenturmstraße / Fleischmarkt und Durchgang zwischen Rotenturmstraße, Fleischmarkt und Köllnerhofgasse wurde 1961 von den Architekten Bamer und Becvar errichtet. Es liegt an der Hauptadresse Rotenturmstraße 16–18.

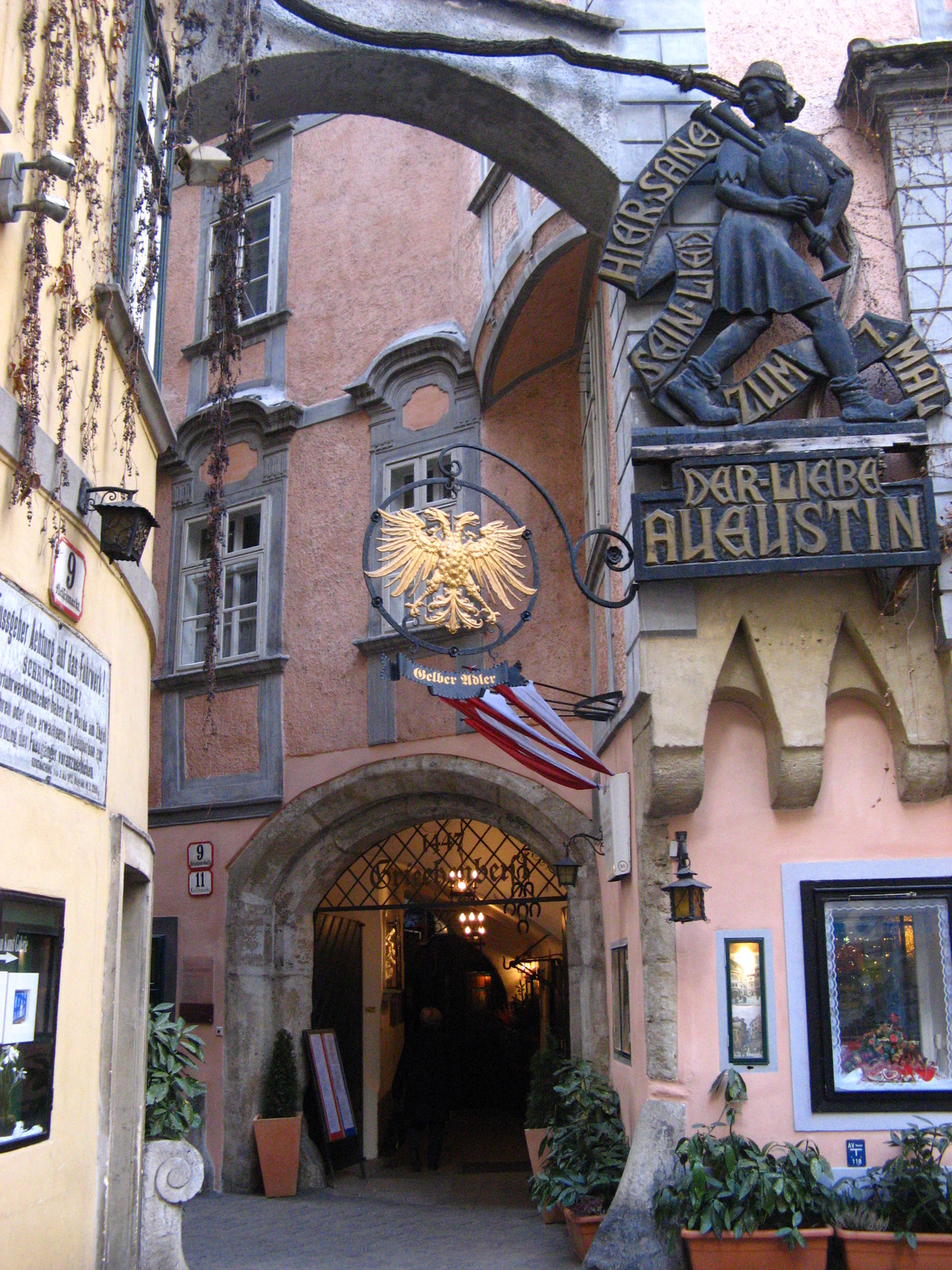
Griechenbeisl

### Nr. 11: Griechenbeisl
→ siehe auch Hauptartikel Griechenbeisl
Das Gebäude mit sehr alter Bausubstanz und traditionsreichem Gasthof, in dem zahlreiche bekannte Persönlichkeiten verkehrten und der Sage nach das Lied vom Lieben Augustin entstanden sein soll, liegt zum Großteil an der Griechengasse und mit einem schmalen spätgotischen, später barockisierten Teil am Fleischmarkt. Über die Griechengasse hinweg ist es durch Schwibbögen mit dem Haus Fleischmarkt 9 verbunden. Da das Griechenbeisl hinter der sonstigen Baulinie des Fleischmarktes liegt, bildet sich hier entlang den Hausnummern 9, 11 und 13 eine dreieckige platzartige Erweiterung der Straße, die Raum für Gastgärten bietet. Das Haus ist denkmalgeschützt und liegt an der Hauptadresse Griechengasse 9.

### Nr. 12: Darvarhof
Der Vorgängerbau befand sich im Besitz des griechischen Kaufmanns Johann Darvar, daher der Name. 1895 wurde der heutige Darvarhof, der an drei Seiten frei zwischen Grashofgasse, Köllnerhofgasse und Fleischmarkt steht, von dem Baumeister Alois Schumacher im späthistoristischen Stil errichtet. Er liegt an der Hauptadresse Köllnerhofgasse 6.

### Nr. 13: Griechisch-Orthodoxe Kirche
→ siehe auch Hauptartikel Griechenkirche zur Heiligen Dreifaltigkeit

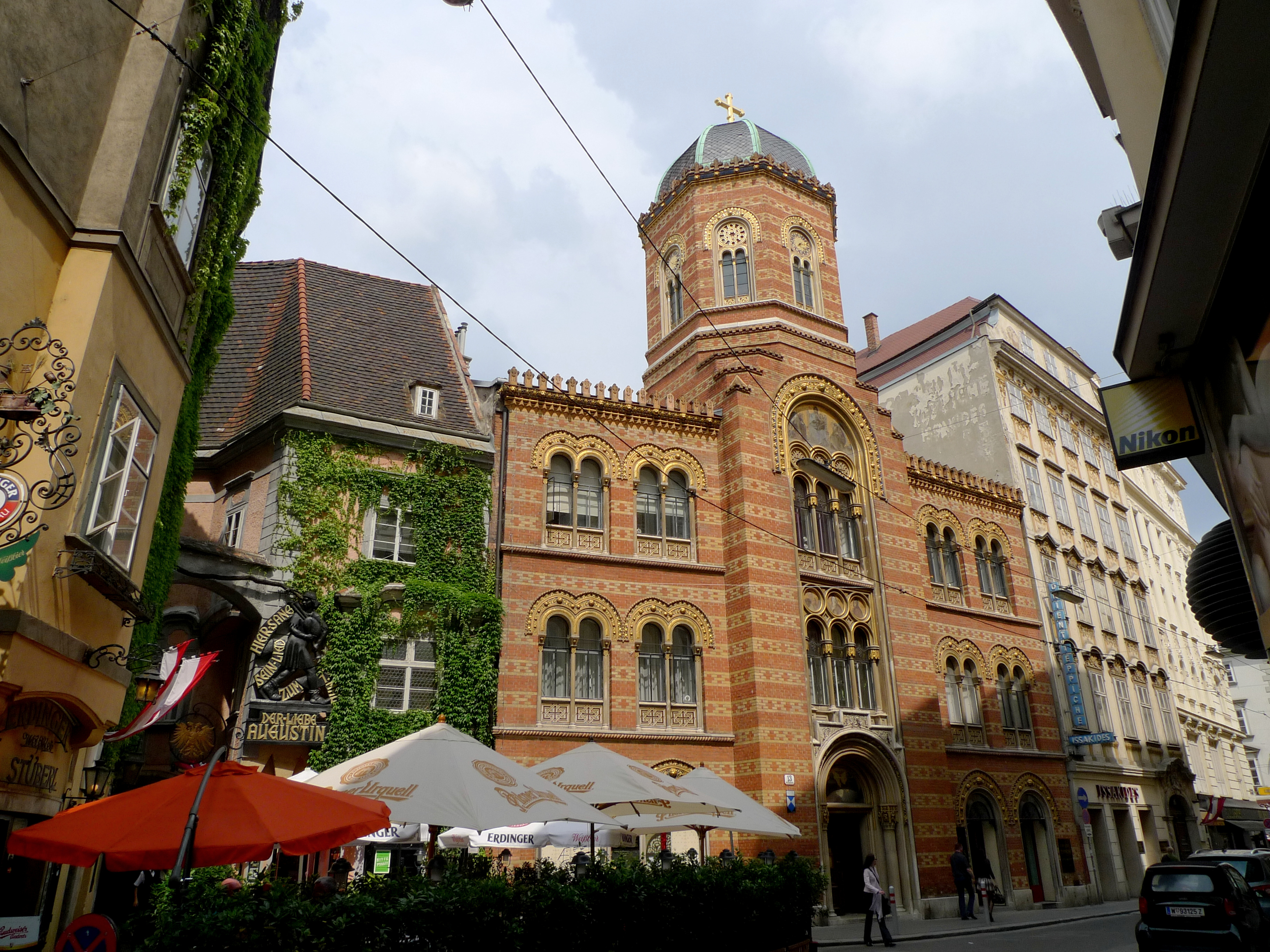
Griechisch-Orthodoxe Kirche

Das markanteste Gebäude am Fleischmarkt ist zweifellos die an einer kleinen platzartigen Erweiterung der Straße gelegene griechische Kirche, die das Zentrum des historischen Wiener Griechenviertels bildet. Im 18. Jahrhundert hatten die griechischen Gläubigen eine Bruderschaft Zum heiligen Georg gegründet und 1776 das hier gelegene, um 1600 erbaute Stockhammersche Palais erworben. Nachdem Kaiser Joseph II. das Toleranzpatent erlassen hatte, gründete man 1782 für die im österreichischen Herrschaftsgebiet lebenden orthodoxen Gläubigen die Gemeinde zur Heiligen Dreifaltigkeit. Peter Mollner erbaute für diese 1782–1787 eine Kirche im Hof des Stockhammerschen Palais, da nichtkatholische Kirchen keinen direkten Zugang zur Straße und keinen Turm haben durften. Schon 1796 aber erhielten die Griechen das Privileg, beides verwirklichen zu können, wobei die Spitze des Turmes hinter der Hausfassade sichtbar war. 1856–1858 wurde die Kirche von Franz Poduschka renoviert. Der reiche griechische Bankier Georg Simon von Sina beauftragte den Architekten Theophil von Hansen mit dem Umbau des Pfarr- und Schulhauses, wodurch das Ensemble sein heutiges Aussehen erhielt.

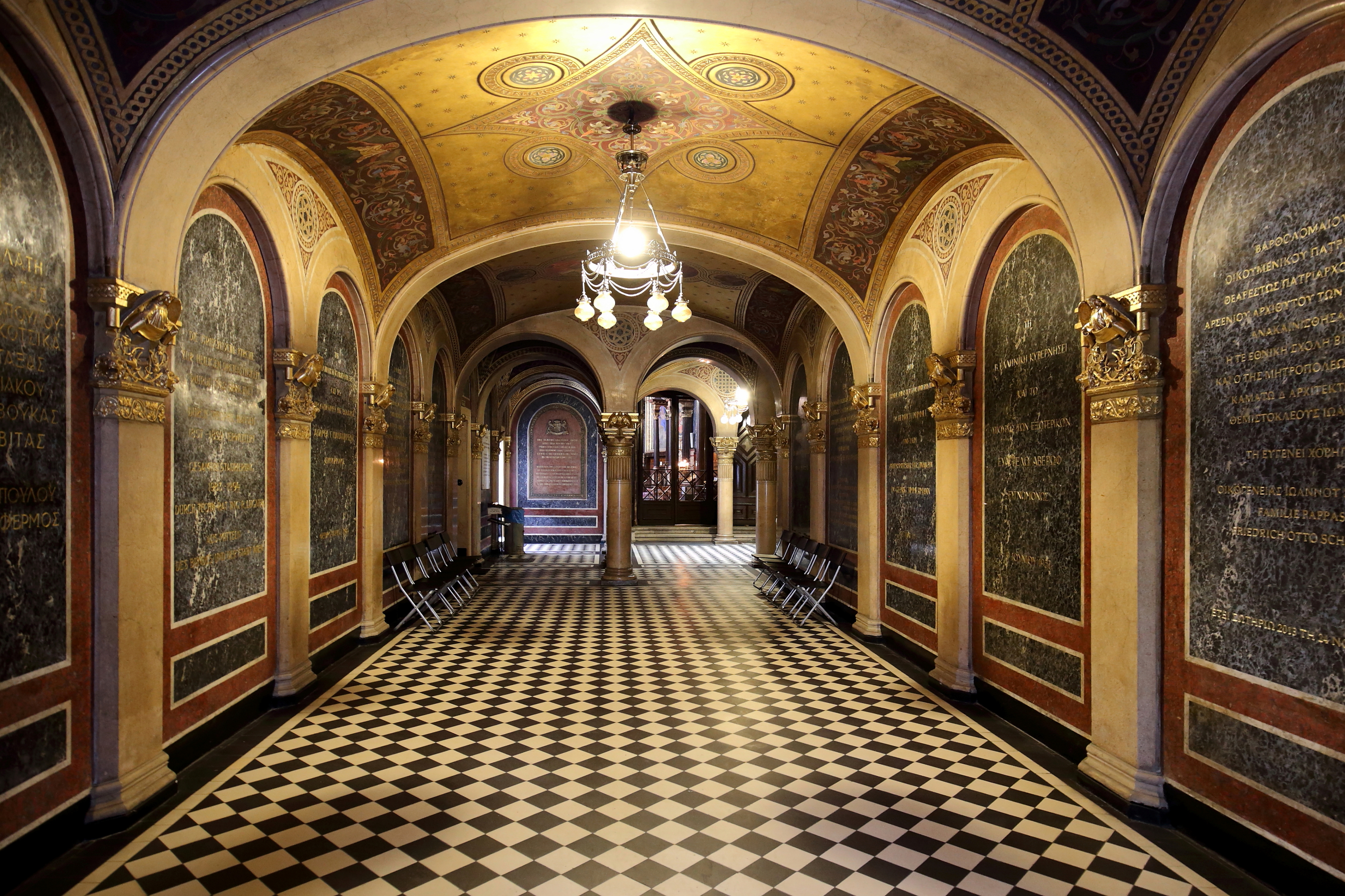
Vestibül des Vorbaus

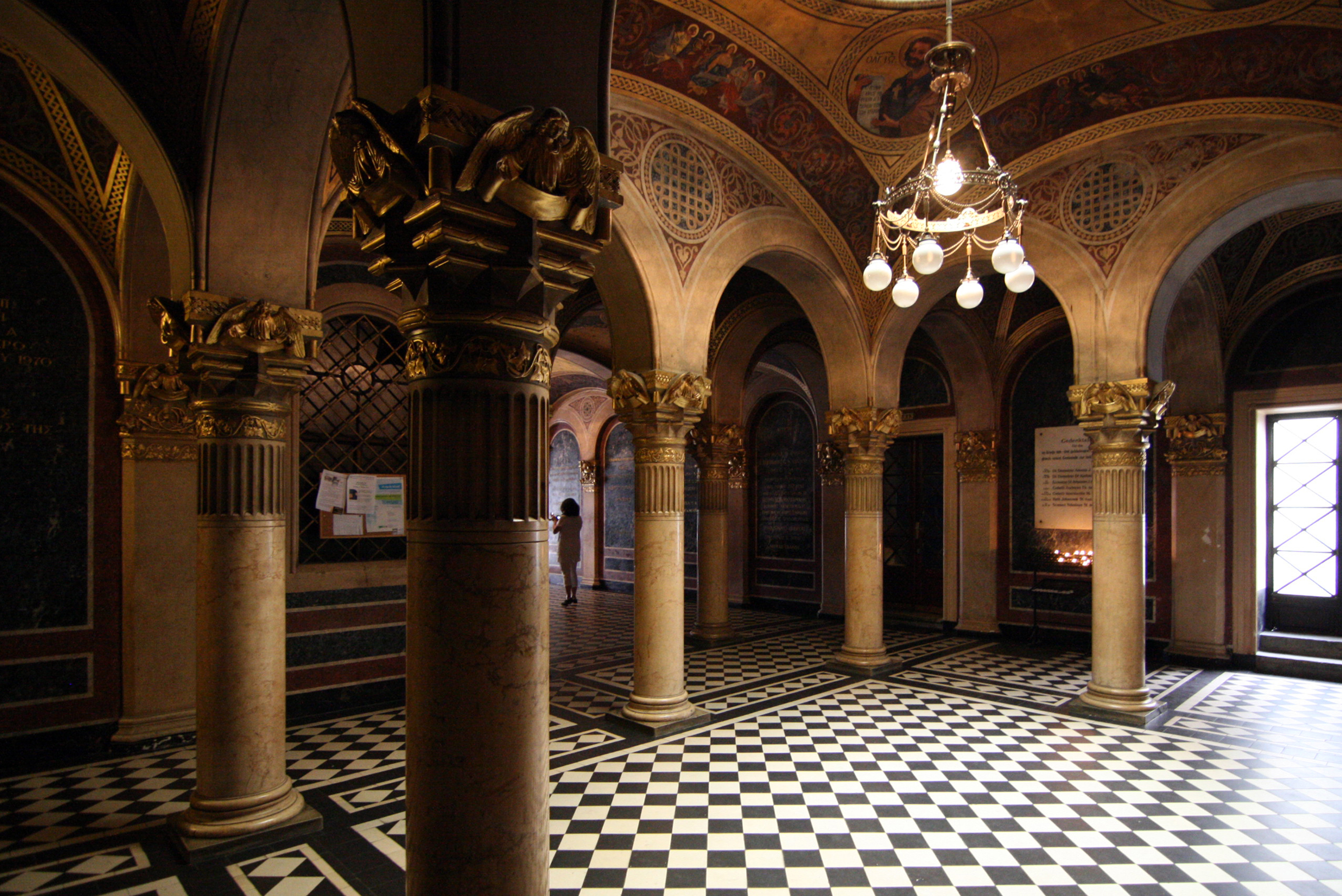
Atrium vor der Kirche

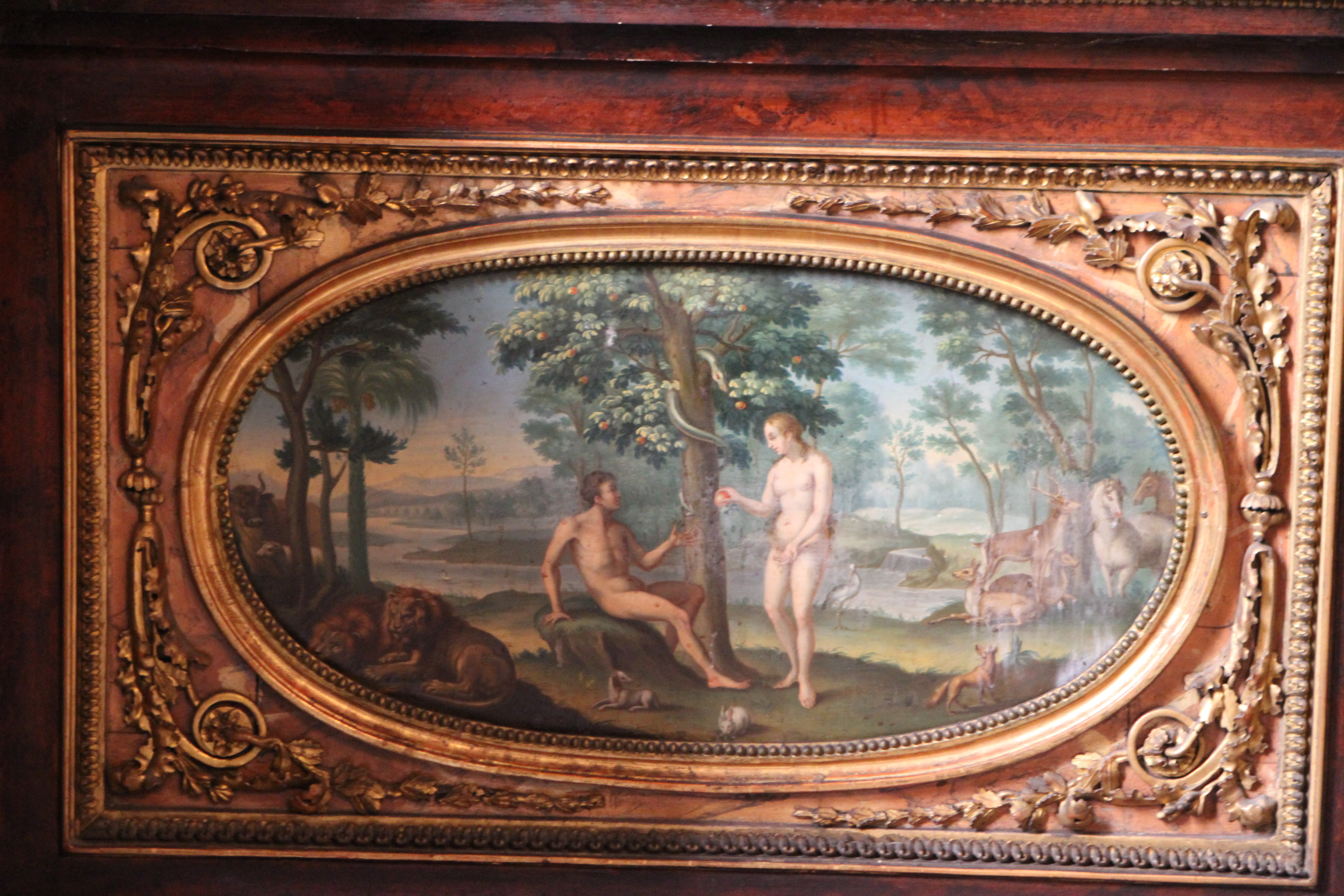
Detail der Ikonostase mit Sündenfall

Das Gebäude bildet einen späten Höhepunkt des romantischen Historismus, mit dem Hansen seinen Durchbruch in Wien als erfolgreicher Architekt schaffte. Die Front zum Fleischmarkt besteht aus einem rot und gelb geschichteten Rohziegelbau im byzantiniserenden Stil, dessen Gesimse und Ornamente mit polychromglasierter Keramik ausgeführt sind. In der Mitte befindet sich ein Risalit mit dekorativer Portal- und Fensterachse mit Triforien, auf dem Gemälde von Carl Rahl eingelassen sind, die Hl. Dreifaltigkeit über dem Portal, die hll. Simeon, Katharina und Georg in der Mitte und Maria mit dem Kind als oberer Abschluss. Über dem Risalit erhebt sich eine achtseitige Kuppel. Die Seitenfronten links und rechts davon tragen Biforen und im Erdgeschoß Arkaden.
Im Inneren befindet sich in der ehemaligen Einfahrt ein dreijochiges Vestibül mit kuppeligen Platzlgewölben, das sich zu einem Atrium hin öffnet. Dieses bildet einen auf kräftigen Säulen ruhenden Kuppelraum mit glasüberdecktem Okulus. Deckenbilder nach Entwürfen von Carl Rahl und ausgeführt von dessen Schülern Eduard Bitterlich, Christian Griepenkerl und August Eisenmenger stellen im Vestibül die vier Evangelisten, im Atrium die Hll. Nikolaus, Basilius, Gregor und Johannes Chrysostomos dar. Von Pilastern getrennte große Wandfelder tragen goldene griechische Inschriften, darunter an der Nordwand die Dankesinschrift für Georg Simon von Sina. Die Räume sind außerdem durch reichen Stuckmarmor an Wänden, Säulen und Pilastern geschmückt, sowie durch vergoldeten byzantinisierenden Dekor mit plastischen Engelhalbfiguren an den Kapitellen. Beachtenswert sind auch der Luster und die schwarz-weißen Bodenfliesen.
Seitlich des Vestibüls existieren noch tonnengewölbte Räume aus der Zeit um 1600. Vom Atrium führt an der östlichen Seite eine Treppe zu den oberen Stockwerken. Hier sind das Geländer, die Bodenplatten der Gänge und die Biforenfenster und -türen mit byzantiniserendem Dekor noch alle aus der Zeit um 1858. Im Sitzungszimmer mit neoklassizistischem Dekor befindet sich eine Porträtgalerie, darunter das Bildnis des Barons Sina von Carl Rahl aus dem Jahr 1849. Eine Porträtbüste um 1860 von Leonidas Drossis stellt Baron Stergios Doumbas dar.
Vom Atrium aus gelangt man in die Kirche, die nördlich des Pfarr- und Schulhauses liegt und von wo aus man deren Putzfassade mit leicht vorspringendem Mittelteil und den Segmentbogen- und Rundfenstern sehen kann. Sie besteht im Inneren aus einem hohen dreijochigen Saal mit breiten, von Doppelgurten getrennten Platzlgewölben. Die Wände werden durch korinthische Doppelpilaster und ein verkröpftes Gesims gegliedert, darüber befinden sich in den Lünetten Rundfenster und -nischen. Der von der Ikonostase verdeckte Chor ist gerade geschlossen und mit einer Flachkuppel gedeckt. Gegenüber befindet sich die von mächtigen Säulen getragene Frauenempore in rotbraunem Stuckmarmor mit vergoldeter byzantinisierender Ornamentik von Poduschka.

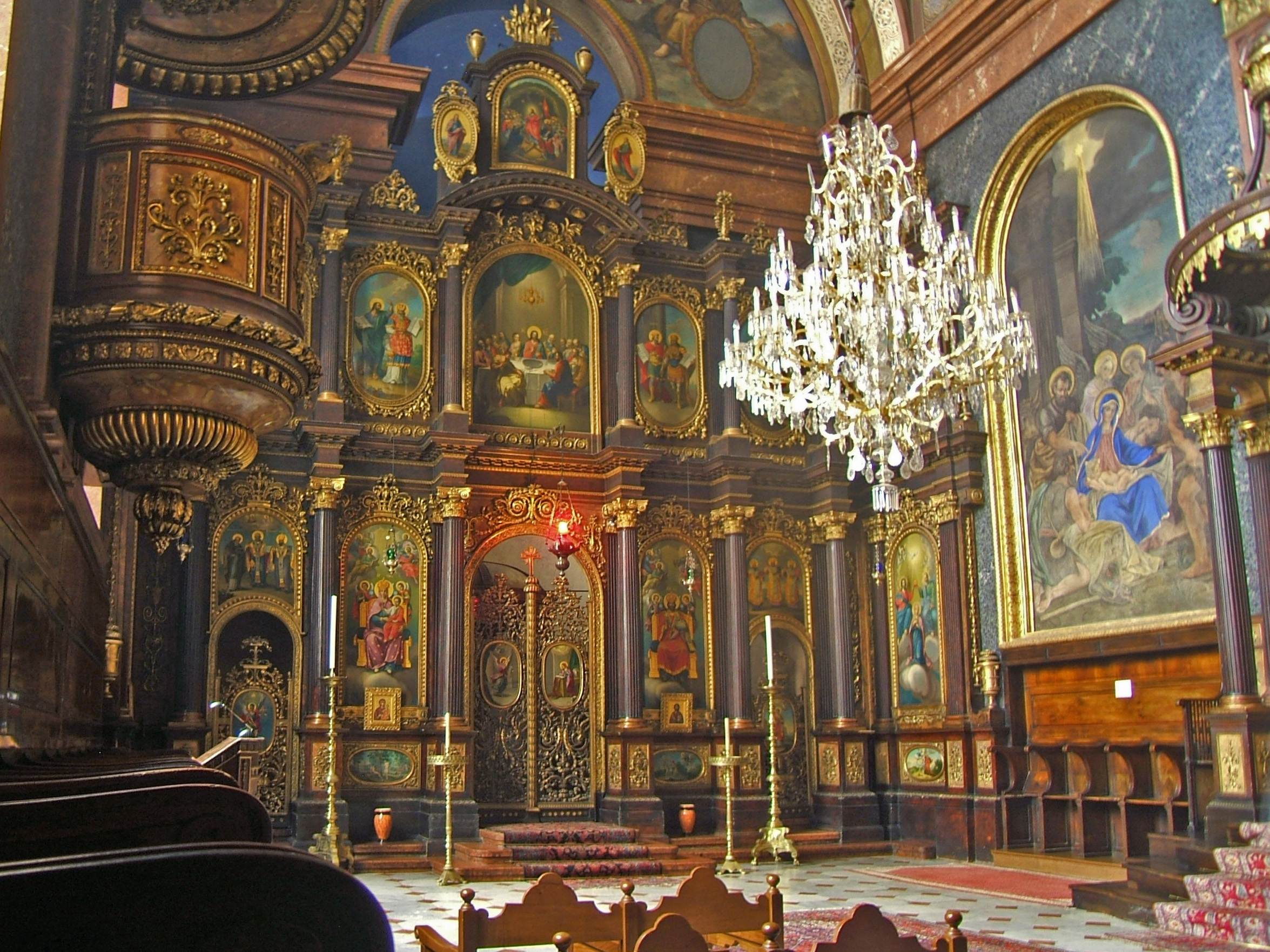
Innenraum der Kirche mit der Ikonostasis

Die aus der Erbauungszeit stammende Ausstattung der Kirche wurde bei der Restaurierung historistisch erneuert. Ludwig Thiersch schuf 1856 die Decken- und Wandbilder, die die Madonna, umgeben von den Hll. Anastasia, Irene, Helene und Eugenia, Christus Pantokrator und die vier Evangelisten, die Hl. Dreifaltigkeit und die Propheten Jesaja, Jeremia, Ezechiel und Daniel darstellen. In den Lünettennischen sind Johannes der Täufer und Mariä Verkündigung zu sehen, in den Wandnischen Geburt und Taufe Christi. Am stark eingezogenen Triumphbogen ist die Verklärung auf dem Berge Tabor abgebildet. Die Dekorationsmalereien der Gewölbe schuf Josef Haberzettl.
Die Ikonostasis stammt aus dem Spätbarock und besitzt vollplastische korinthische Säulen und reich geschnitzte vergoldete florale Türen. Die Bilder stellen von links nach rechts am Sockel Abraham und die drei Engel, den Sündenfall, die Vertreibung aus dem Paradies und die Opferung Isaaks dar; auf den Türen sind der Erzengel Michael, die Verkündigung und der heilige Stephanus dargestellt; in der unteren Reihe sind ein Engel mit dem Kopf Johannes des Täufers, die Hll. Antonius, Nikolaus und Spiridon, die thronende Muttergottes, der thronende Christus, die Hll. Basilius, Johannes Chrysostomus und Gregor sowie die Krönung Mariens abgebildet; in der oberen Reihe sieht man jeweils in Paaren die zwölf Apostel und in der Mitte das Letzte Abendmahl; im Aufsatz darüber erscheint Christus den Aposteln. Die Kanzel mit ihrer klassizistischen Gitterbrüstung trägt auf der Rückwand das Bild von Christus als Bischof. Am Lesepult ist die Habsburgerkrone über dem byzantinischen Doppeladler zu sehen. Die vergoldete Kathedra wird von einem Volutenbaldachin mit griechischer Krone und Kreuz bekrönt. An der Rückwand sieht man das Bild der Hl. Dreifaltigkeit, daneben befinden sich zwei schmale Seitenstühle. Weitere Ausstattungsstücke sind Ikonenpulte, vergoldete Standleuchter, ein großer Hängekristallluster von Lobmayr (1856), sowie weitere Luster und Lampen.
Die Einrichtung des Chores ist klassizistisch und weitgehend noch aus der Erbauungszeit. Eine bemerkenswerte Madonnenikone stammt aus dem 15. Jahrhundert. In einem an den Chor angrenzenden Raum befinden sich Votivbilder aus dem 18. und 19. Jahrhundert.
Seit 1963 befindet sich hier der Sitz der Griechisch-orthodoxen Metropolie für Österreich und die mitteleuropäischen Länder des Ökumenischen Patriarchats von Konstantinopel. Das Gebäude steht unter Denkmalschutz.

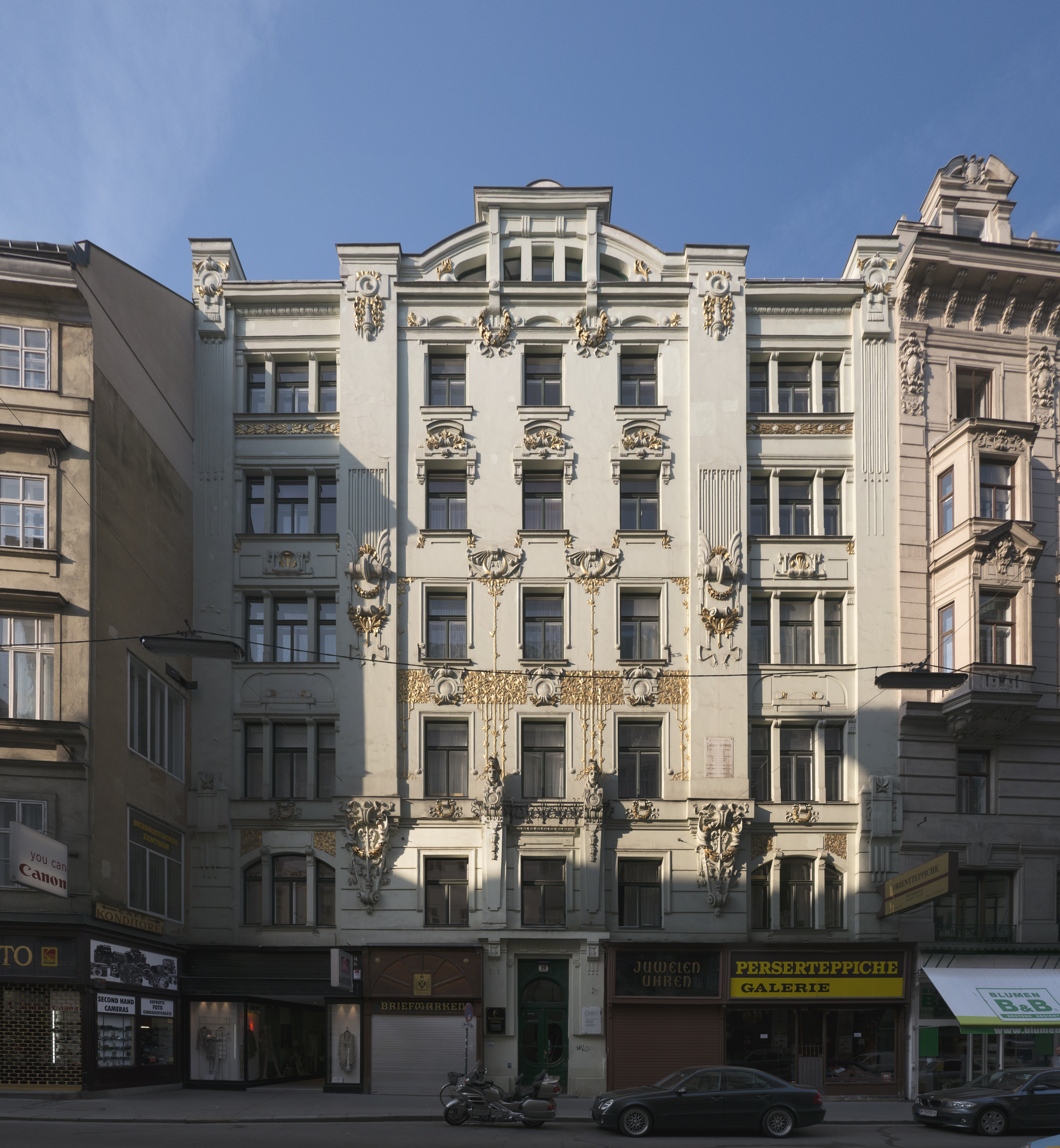
Jugendstilhaus Fleischmarkt 14

### Nr. 14: Wohn- und Geschäftshaus
Im Vorgängergebäude starb 1741 der Komponist Johann Joseph Fux. 1831 wurde der Gründer des Wiener Singvereins, der Komponist Johann von Herbeck hier geboren, woran eine Gedenktafel erinnert.
1898–1899 wurde das heutige Gebäude von Ferdinand Dehm und Franz Olbricht im secessionistischen Stil errichtet. Die Pilonengegliederte Fassade trägt bemerkenswerte Jugendstilornamentik mit teilweise vergoldetem Stuckdekor unter einem Attikaaufsatz. Über der noch original verglasten Holztür befinden sich zwei Büsten mit Blumengitter dazwischen. Im Inneren besitzt das Foyer eine kulissenartige Blendarchitektur aus Stuck mit Eulen und Masken. Auch im Treppenhaus sind zahlreiche originale Jugendstilelemente zu sehen, wie Geländer, Gangfenster und Ätzglasdekor.
Das Gebäude steht unter Denkmalschutz.

### Nr. 15: Schwindhof

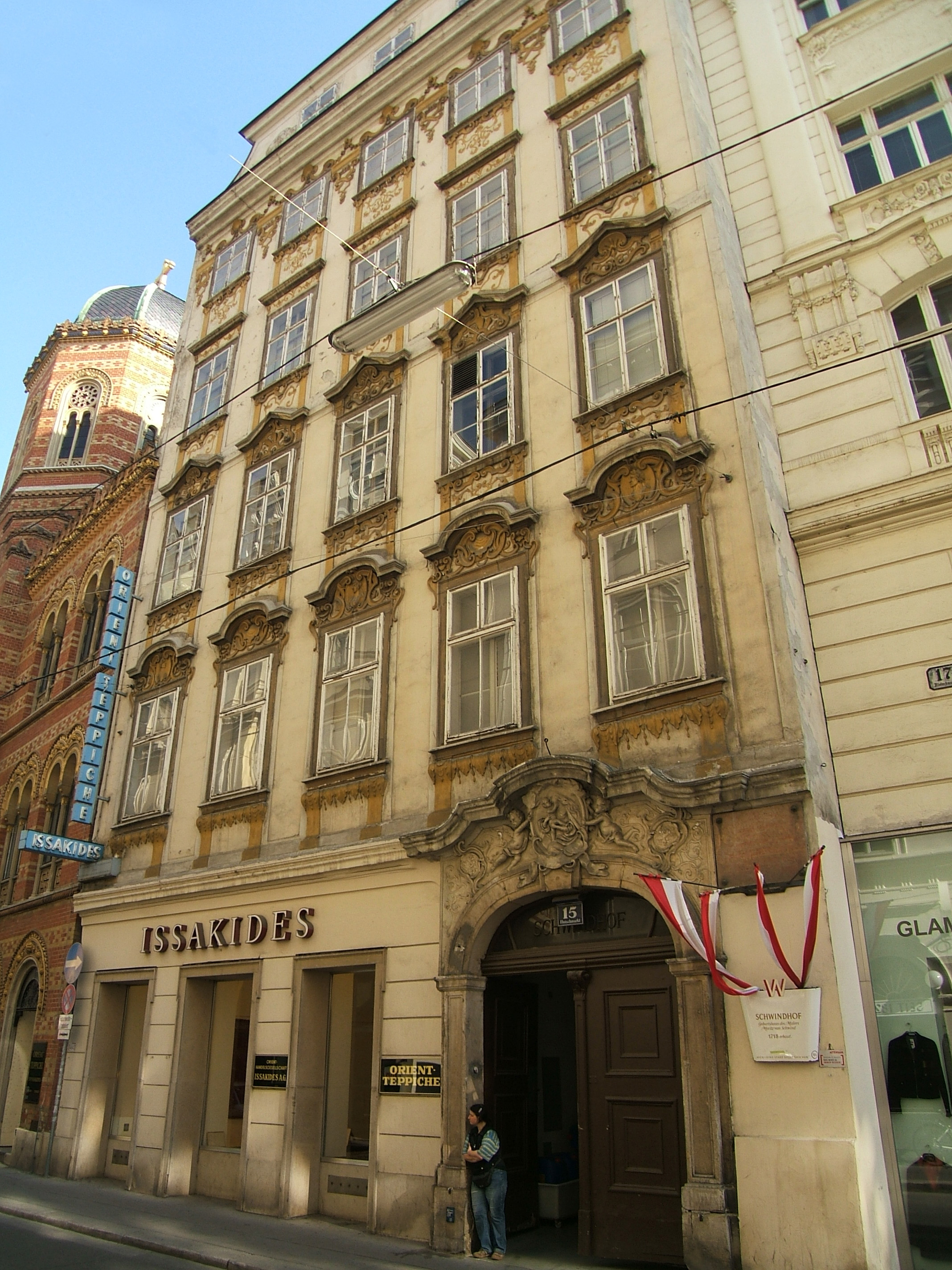
Schwindhof

Das barocke Bürgerhaus wurde 1718 für Michael Albrecht Kullmayr errichtet und 1783 von Peter Mollner umgebaut. 1804 wurde hier der Maler Moritz von Schwind geboren, der seine Kindheit und Jugend in dem Haus verbrachte. 1811 starb hier der Dichter Heinrich Joseph von Collin. Franz Schlierholz baute das Gebäude 1858 erneut um und adaptierte es für eine Fabrik.
Die fünfgeschoßige Fassade wird durch Fensterachsen gegliedert, die durch Stuckdekor zusammengefasst sind. Die Fensterverdachungen zeigen stuckierte Kaiserbüsten, Muscheln sowie Blatt- und Bandlwerk. Bemerkenswert ist das Korbbogenportal, dessen geschwungene Verdachung das Gesims weiterführt. In der stuckierten Supraporte tragen zwei Engel ein Medaillon mit einem Madonnenbild, außerdem sind Wappen und Bandlwerk zu sehen. Das Haus wird von einem Schopfwalmdach bekrönt. Im Inneren befindet sich eine pfeilergegliederte Einfahrt mit stuckrahmengezierten Platzlgewölben und eine barocke Wendeltreppe. Die Obergeschoße sind weitgehend entkernt. Im Hinterhof sind in drei Geschoßen Pawlatschengänge.
Das Haus steht unter Denkmalschutz.

### Nr. 16: Zur weißen Rose
Das Gebäude stammt im Kern aus der ersten Hälfte des 17. Jahrhunderts. 1802–1804 erbaute es Franz Wipplinger für Katharina von Zepharowitsch neu. Das fünfgeschoßige, klassizistische Miethaus tritt aus der Straßenflucht hervor. Das erste Obergeschoß ist durch seine Nutung und die Lünettenfenster mit Reliefs der Jahreszeiten und einem bekrönten Wappenschild hervorgehoben. An den gerade verdachten Fenstern der Obergeschoße sind teilweise ornamentale Reliefs erhalten. Ein zunächst langer und schmaler Hof öffnet sich weiter hinten zu einem großen Rechteck. Von dort führt rechts eine großzügige Vierpfeilertreppe nach oben. Im Erdgeschoß des Straßentrakts sind Kreuzgratgewölbe vom Ende des 16. und Anfang des 17. Jahrhunderts erhalten.
Im Haus befindet sich der Sitz der Österreichischen Buddhistischen Religionsgesellschaft mit buddhistischem Tempel. Das Haus steht unter Denkmalschutz.

### Nr. 17: Eckhaus
Das Vorgängergebäude, das einen bemerkenswerten Arkadenhof mit Laubengängen besaß, wurde abgerissen und 1908 vom heutigen späthistoristischen Eckhaus zum Laurenzerberg ersetzt, das Friedrich Pietschmann in neobarocken Formen mit secessionistischem Dekor errichtete. Es liegt an der Hauptadresse Laurenzerberg 1.

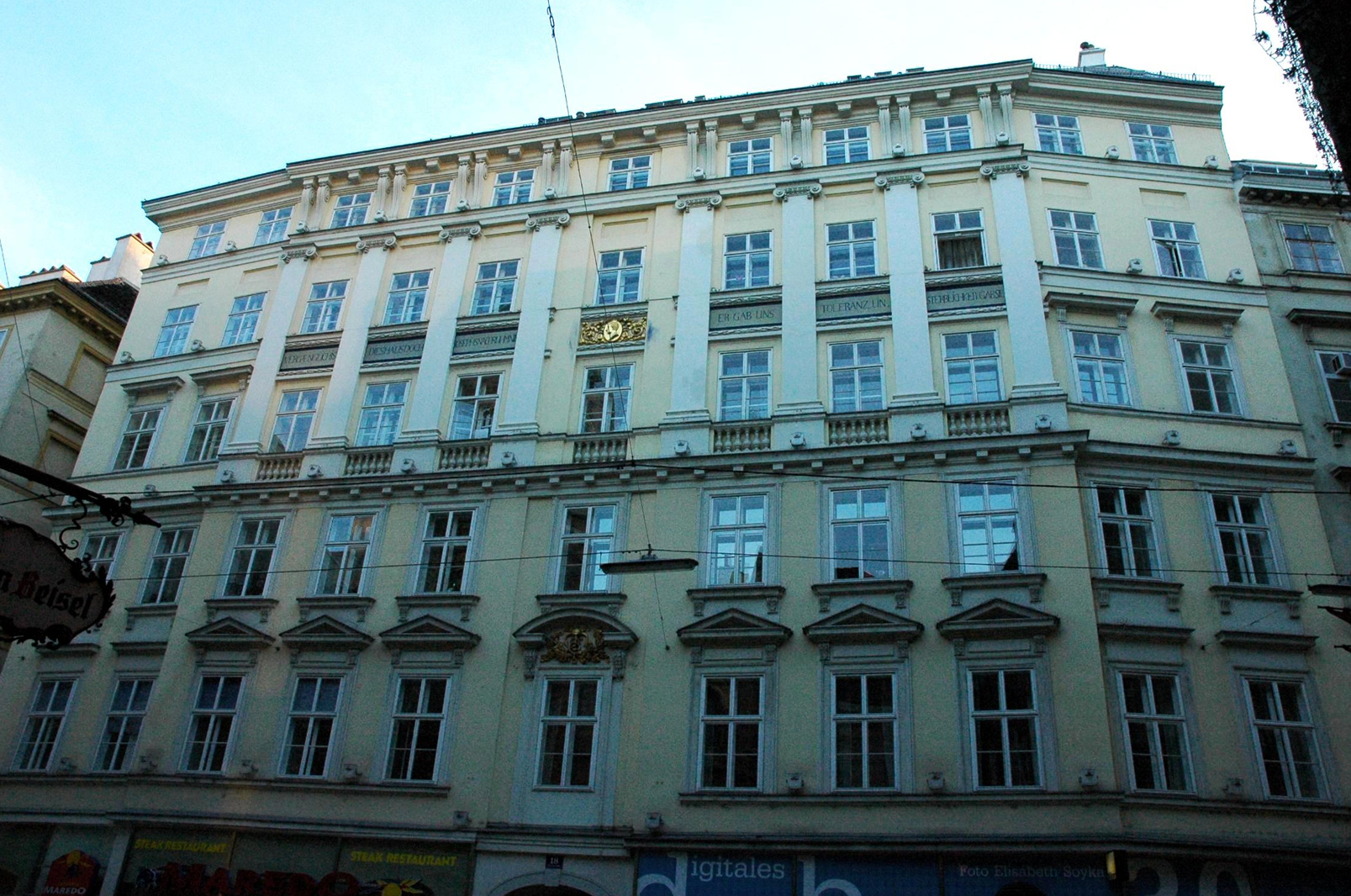
Toleranzhaus

### Nr. 18: Toleranzhaus
Das Haus wurde 1793 für den griechischen Kaufmann Christoph Graf Nako erbaut und 1830, wahrscheinlich von Ernest Koch, umgestaltet. Das monumentale spätklassizistische Eckhaus zur Wolfengasse besitzt eine geknickte Fassade mit einem leicht vorspringenden Mittelrisalit. Das vierte und fünfte Geschoß werden durch ionische Kolossalpilaster gegliedert, wobei über dem vierten Geschoß eine große Inschrift auf das Toleranzpatent anspielt. Es lautet:

„Vergänglich ist dies Haus, doch Josephs Nachruhm nie. Er gab uns Toleranz, Unsterblichkeit gab sie.“

In der Mitte des Schriftbandes befindet sich ein vergoldetes Medaillon zwischen Rankenwerk mit der Profilbüste Kaiser Josephs II. Im ersten Obergeschoß über dem Portal ist ein Giebelfenster mit einem vergoldeten allegorischen Relief des Handels zu sehen (Hermeshelm, Anker und Schlangen). Der quadratische Innenhof ist durch eine Glas-Metall-Konstruktion überdacht (1998).

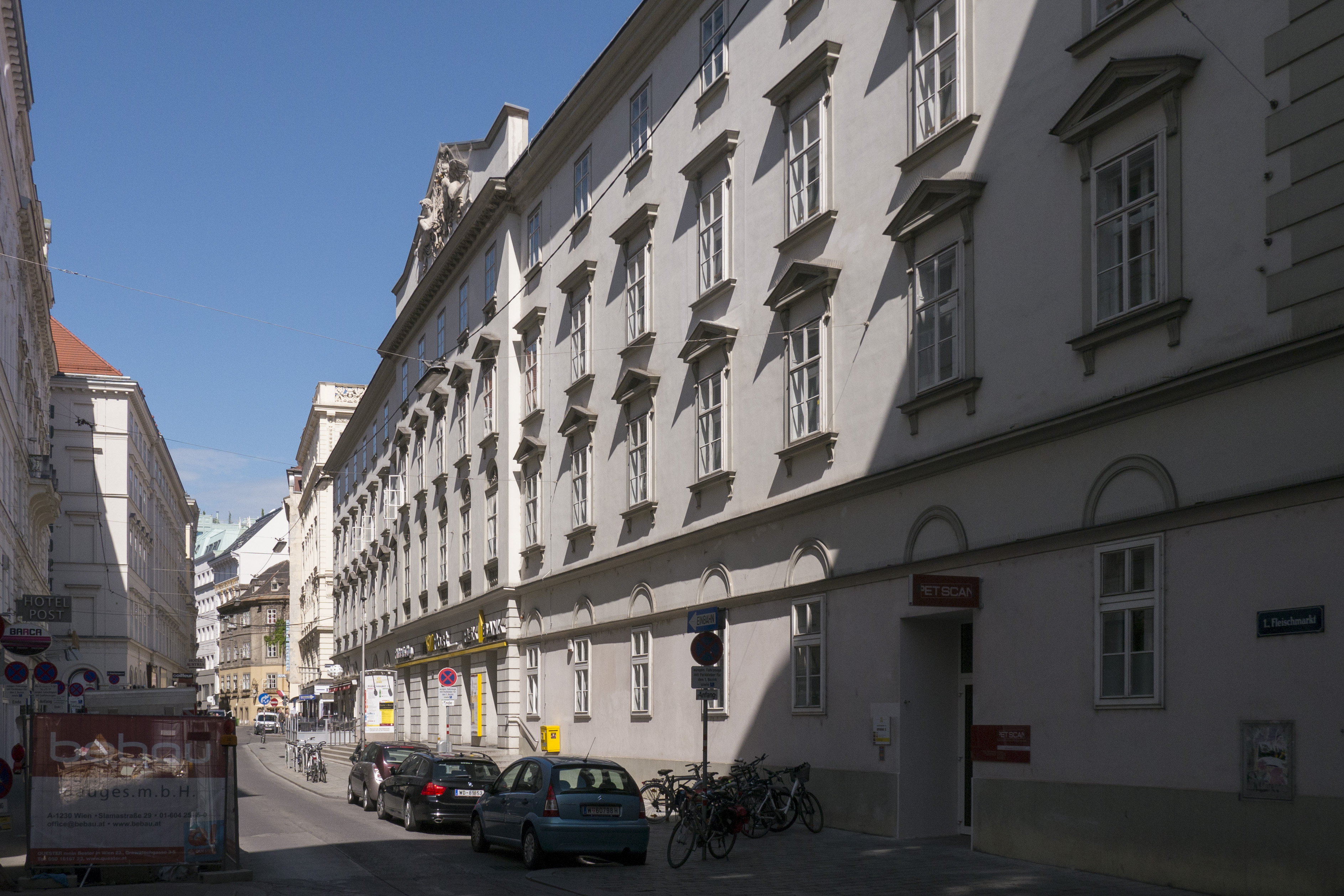
Die lange Hauptfassade des Laurenzergebäudes am Fleischmarkt

### Nr. 19: Laurenzergebäude
Etwa zwischen 1293 und 1302 wurde hier bereits ein Kloster gegründet, eventuell unter Einbeziehung der Stadtbefestigung von 1276. Es könnten hier zunächst Beguinen ansässig gewesen sein, von denen man weiß, dass sie ein Haus mit Kapelle am Fleischmarkt besaßen, aber schon ab 1301 war das Frauenkloster zum hl. Laurenz bis 1424 von Dominikanerinnen besiedelt. Um 1450 erfolgte die Annahme der Augustinerregel und die Umwandlung in ein Chorfrauenstift, das zu den reichsten Klöstern Wiens zählte. 1638 wurde es völlig neu erbaut, da die alte Anlage schon große bauliche Schäden aufwies. Um die am Fleischmarkt liegende gotische Kirche wurden nördlich und östlich davon zwei regelmäßige Höfe errichtet, mit einem anschließenden Maierhof im Norden. 1681 wurde die Kirche neu im barocken Stil ausgestattet.
1783 wurde das Kloster im Zuge der Josephinischen Reformen aufgehoben und für ärarische Zwecke adaptiert, etwa die Zensurbehörde. Von der Kirchenausstattung finden sich Altäre und Statuen in verschiedenen Kirchen Wiens, auf die sie aufgeteilt wurden. 1818–1819 brach man die Kirche und die Trakte am Laurenzerberg ab und errichtete dort einen um 3 Meter nach Osten versetzten Neubau; außerdem wurden die Altbauten aufgestockt und alles zu einem geschlossenen Komplex um die zwei alten Klosterhöfe und den Maierhof zusammengefasst. Der Dichter Johann Mayrhofer beging hier 1836 Selbstmord, indem er sich von seinem hier befindlichen Dienstort in die Tiefe stürzte. Franz Bayer errichtete schließlich 1843 den Nord-Süd-Trakt im nördlichen Hof. Seit 1875 befand sich hier die Postverwaltung. 1991 erfolgte der Abbruch der Bauten um die beiden nördlichen Höfe und teilweise des mittleren Quertraktes. Stattdessen wurden Geschäfts- und Verwaltungstrakte neu errichtet und die Altbauten durch das Architekturbüro Neumann & Partner revitalisiert.

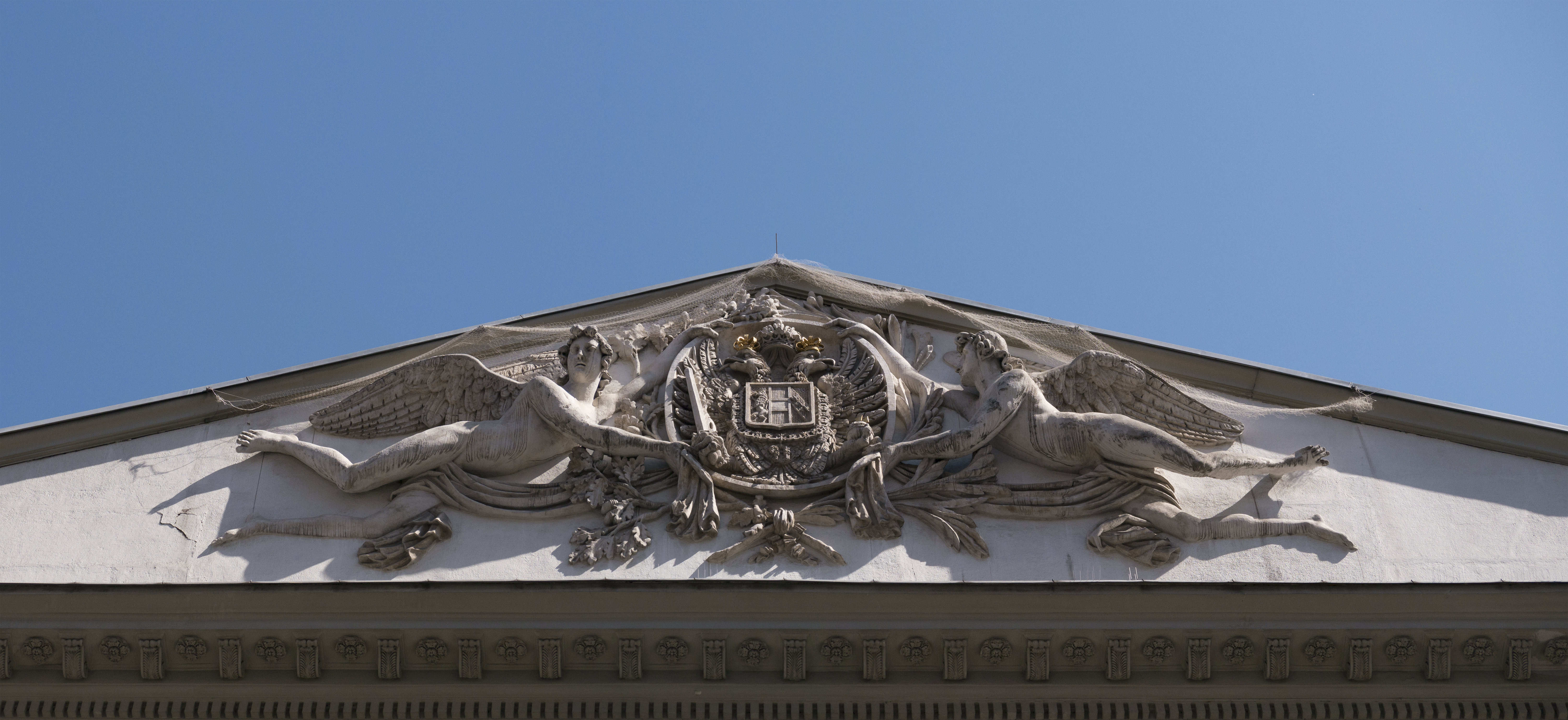
Giebelrelief von Joseph Käßmann

Der so über Jahrhunderte hinweg gewachsene Komplex zwischen Fleischmarkt, Postgasse, Auwinkel und Laurenzerberg besitzt seine neunzehnachsige blockhafte Hauptfassade am Fleischmarkt. Der fünfachsige Mittelrisalit ist übergiebelt und am Sockel genutet, die Gesimsgliederung nur sparsam. Die Fensterverdachungen variieren geschoß- und traktweise. Am Mittelrisalit befinden sich plastische Ranken, Baluster, Lorbeerkränze und Girlanden. Im Giebelfeld sind vollplastisch gebildete Engel mit dem kaiserlichen Doppeladler von Joseph Käßmann zu sehen, die dieser 1819–1820 schuf. Demgegenüber sind die Seitenfassaden nur schlicht ausgebildet. An der Nordwestecke befindet sich ein postmoderner zweigeschoßiger Eingangsbereich.
Ältere Bausubstanz aus der Barockzeit findet sich vor allem im Ostteil. Unter der ehemaligen Kirche befindet sich ein stichkappengewölbter Gruftraum der Nonnen mit Wandmalereien aus der ersten Hälfte des 18. Jahrhunderts, die teilweise freigelegt sind. Die Gänge im Erdgeschoß sind durchwegs kreuzgratgewölbt, die übrigen Räume tonnengewölbt. Im zweiten Geschoß finden sich nur mehr im Ostteil Kreuzgratgewölbe; alles andere ist gerade gedeckt. Die Höfe sind durch moderne Glas-Stahl-Konstruktionen überdacht.
Das Gebäude steht unter Denkmalschutz. Im Eingangsbereich befindet sich ein historisches K&K-Postamt.

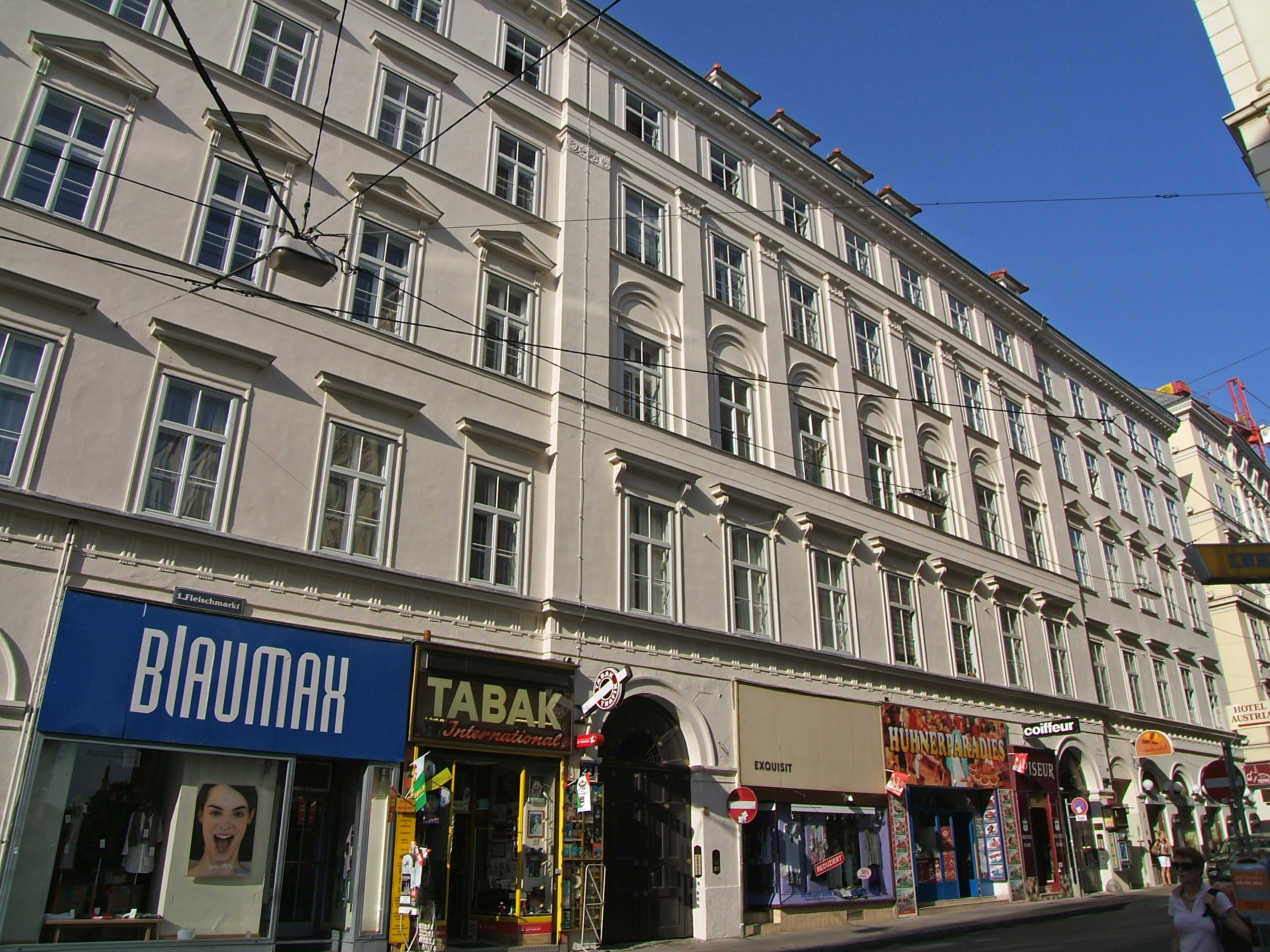
Fleischmarkt 20–22

### Nr. 20, 22: Miethaus
Anstelle von fünf kleineren Häusern erbaute 1823–1825 Ernest Koch dieses große, an drei Seiten freistehende Gebäude für den Bankier Georg Simon von Sina zwischen Wolfengasse, Fleischmarkt und Drachengasse. Das spätklassizistische Haus besitzt einen Mittelrisalit am Fleischmarkt mit korinthischen Kolossalpilastern. Die mittlere Fensterreihe besteht hier aus Lünettenfenstern, außerhalb des Mittelrisalit aus Giebelfenstern; die übrigen Fensterreihen sind gerade verdacht. Ein Kordongesims mit Triglyphenfries schließt die Fassade ab. Am Mittelrisalit befinden sich zwei Portale. Die Seitenfassaden weisen zum Teil bemerkenswerte originale Fensterläden auf. Das Gebäude besitzt zwei Innenhöfe, von denen gewendelte Treppen mit originalen Geländern nach oben führen.
Im Gebäude befindet sich das Theater in der Drachengasse. Das Haus steht unter Denkmalschutz.

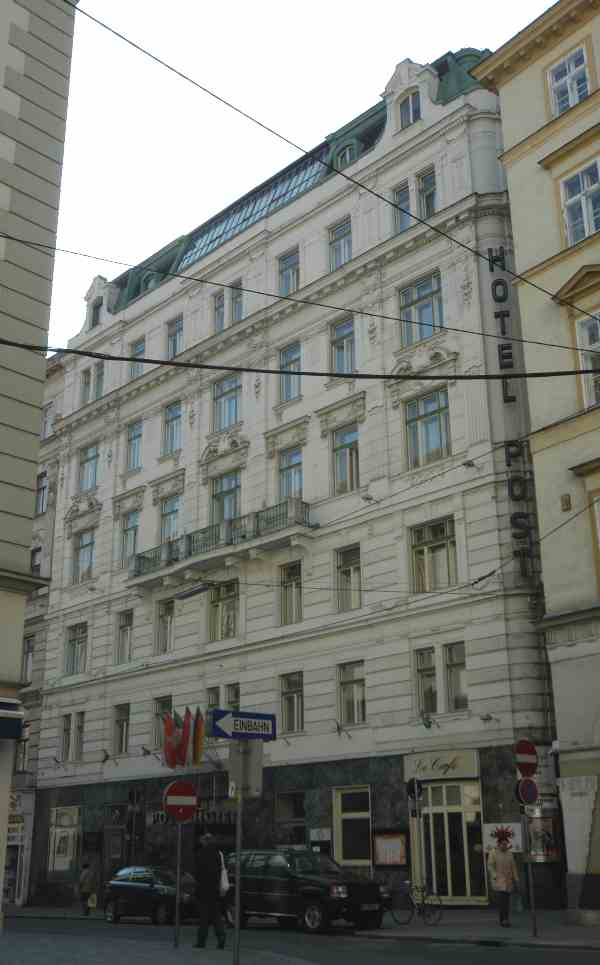
Ehemaliges Tschechisches Haus, Hotel Post

### Nr. 24: Hotel Post
An dieser Stelle befand sich das Einkehrgasthaus der Raaber Viehtreiber und Viehhändler Zum weißen Ochsen. 1762 stieg hier Leopold Mozart mit seinen Kindern auf der ersten Wiener Reise ab. 1730–1784 stand es Zwecken der Hauptmaut und des Hansgrafenamtes zur Verfügung; der Hansgraf schützte die Wiener Kaufleute im Ausland. Dann war im Haus das Griechische Kaffeehaus des Cafetiers Eckmayer untergebracht, in dem vor allem Griechen aus dem Griechenviertel verkehrten. Seine originelle Ausstattung galt als Sehenswürdigkeit. Seit 1823 befand sich das Café im nebenan liegenden Haus Fleischmarkt 22. Nun wurde hier 1820 ein vornehmes Einkehrgasthaus eröffnet, das seit 1822 den Namen Zur Stadt London trug. Zu den prominenten Gästen zählen Frédéric Chopin (1830), Franz Liszt und Richard Wagner (zwischen 1872 und 1876). Ende des 19. Jahrhunderts befand sich hier das Hotel Rabl. In ihm wurde 1892 die erste gewerkschaftliche Angestelltenorganisation gegründet, woran eine Gedenktafel erinnert.

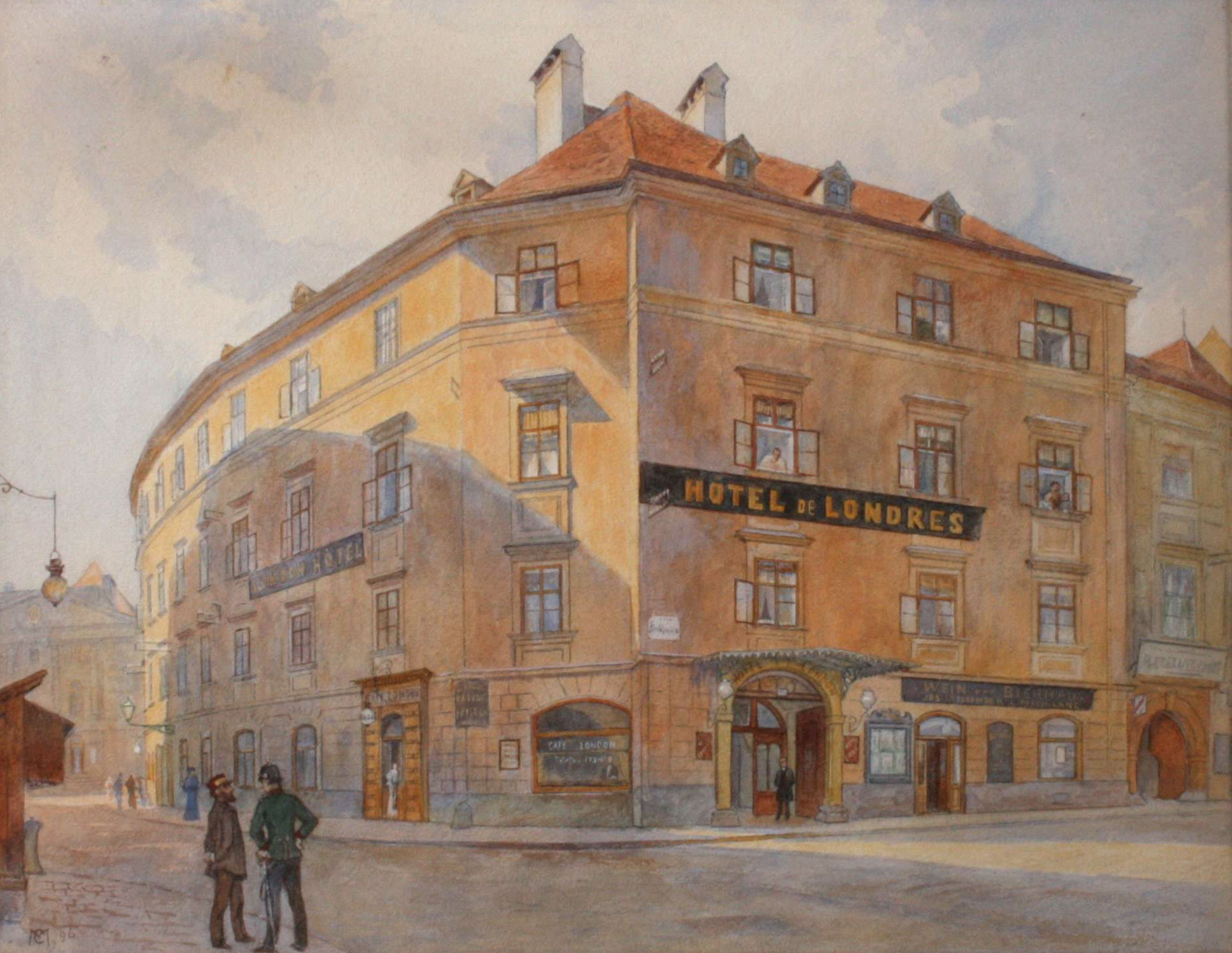
Das ehemalige Hotel Zur Stadt London

1902 errichtete Carl Caufal das heute bestehende Gebäude in neobarocken Formen mit secessionistischen Elementen. 1910 wurde es von einer tschechischen Genossenschaft erworben und hieß fortan Český dům (Tschechisches Haus). Das Repräsentationsgebäude der Tschechen in Wien war Sitz mehrerer Vereine, wie des Národní rada česká, der Slovanská beseda, des Theatervereins Pokrok, des Gesangsvereins Lumír, des niederösterreichischen Sokolgaus Sokolská župa dolnorakouská und des Akademikervereins Akademický spolek. Eine weitere Gedenktafel an der Fassade erinnert an den Aufenthalt von Leoš Janáček im Jahre 1918. 1942 erhielt das Haus seinen heutigen Namen Hotel Post. Es besaß im Keller des Seitentrakts einen Konzertsaal, der 1959 umgebaut wurde und nunmehr Spielort der Wiener Kammeroper ist. Das Stiegenhaus des Hotels zeigt secessionistischen Stuckdekor, originale Geländer und schmiedeeiserne Aufzugsgitter. Die Ätzglasfenster des Aufzugs stammen ebenfalls aus der Bauzeit.

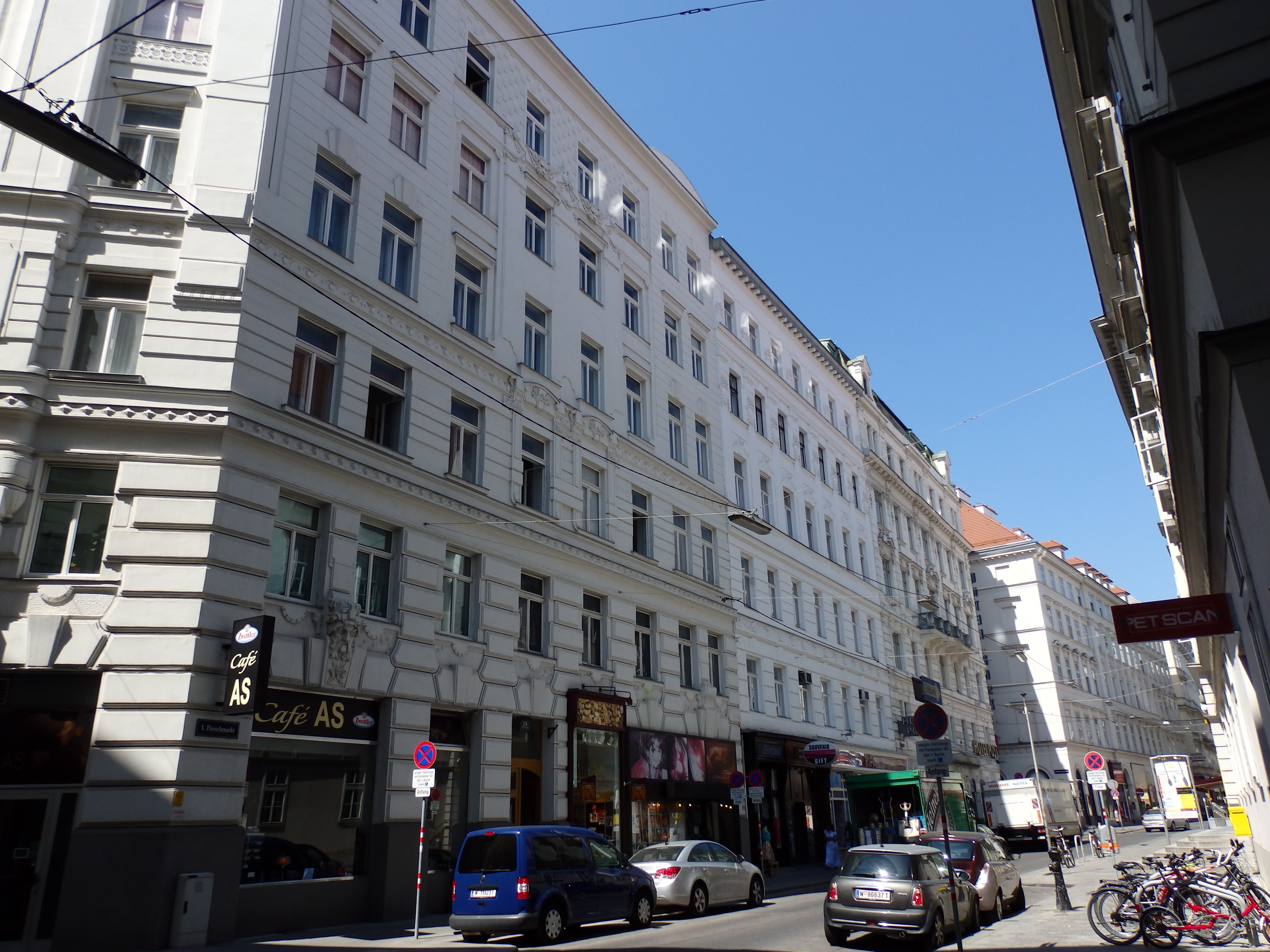
Fleischmarkt 28 und 26

### Nr. 26: Miethaus
Das secessionistische Miethaus wurde 1902 von Rudolf Jäger erbaut. Es besitzt ein stuckiertes Foyer und im Stiegenhaus originale Geländer und Liftgitter sowie teilweise originale hölzerne Türrahmen.
Das Haus steht unter Denkmalschutz.
Überregionale Bekanntheit erreichte das von Alfred Rockenschaub gegründete hier ansässige Ambulatorium pro:woman, in dem seit 1979 Abtreibungen vorgenommen werden. Vor dem Ambulatorium am Fleischmarkt kam es immer wieder zu Demonstrationen von christlichen Abtreibungsgegnern.

### Nr. 28: Zum Goldberg
An dieser Stelle befand sich ursprünglich ein Stiftungshaus, das 1473 der Universität vermacht wurde. Der Name Goldberg leitet sich von Johannes Aldeholz aus Goldberg in Schlesien her, der dem domus Poloni gegenüber St. Laurenz vorgestanden war. Die angesehene Burse wurde seit 1555 von den Jesuiten beaufsichtigt, die das Haus 1622 dem vom Erzbischof von Gran Péter Pázmány gestifteten Pazmaneum überließen, einer Bildungseinrichtung für ungarische Kleriker. 1672 kam das Gebäude an das Collegio Croatico, für deren Studenten 1676 die Kapelle St. Peter und Paul errichtet wurde.
1902–1903 erbaute Theodor Bach das heutige secessionistische Eckhaus zur Postgasse. Das Gebäude steht unter Denkmalschutz. Es liegt an der Hauptadresse Postgasse 13.